# 5区 (パリ)

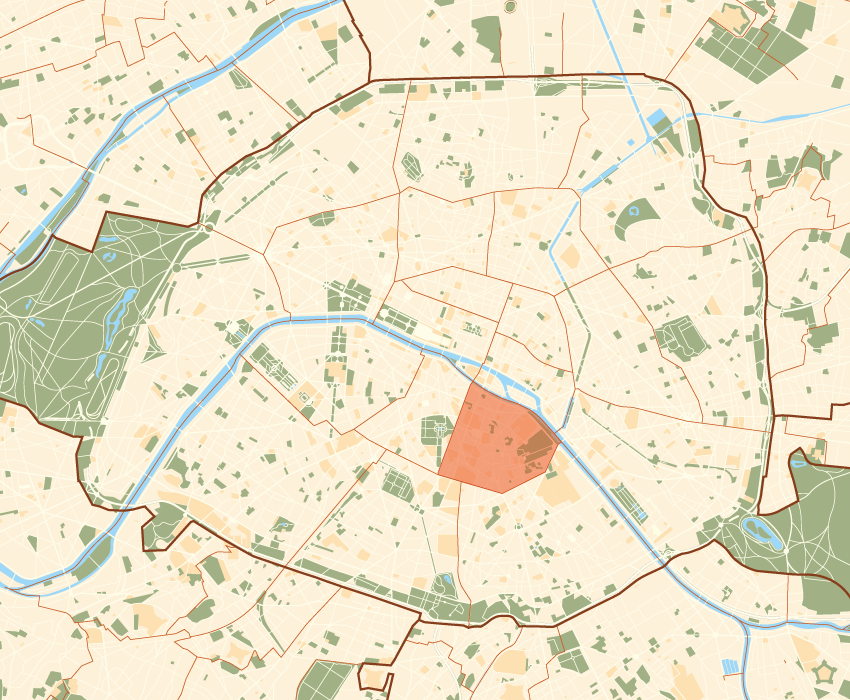
パリ・5区の位置

パリの5区 （5く、仏: 5e arrondissement de Paris）は、フランスの首都・パリ市を構成する20の行政区のひとつである。第5区、パリ5区ともいう。市のほぼ中央、1区の南東に位置しており、セーヌ川の南岸に面している。

## 概要
パリの5区は、市のほぼ中央にある行政区。「パンテオン区 (Arrondissement du Panthéon)」と呼ばれることもある。セーヌ川の南岸に面しており、シテ島東部とサン＝ルイ島の対岸にあたる。人口は、58,849人 (1999年。人口の推移等詳細については後述）。

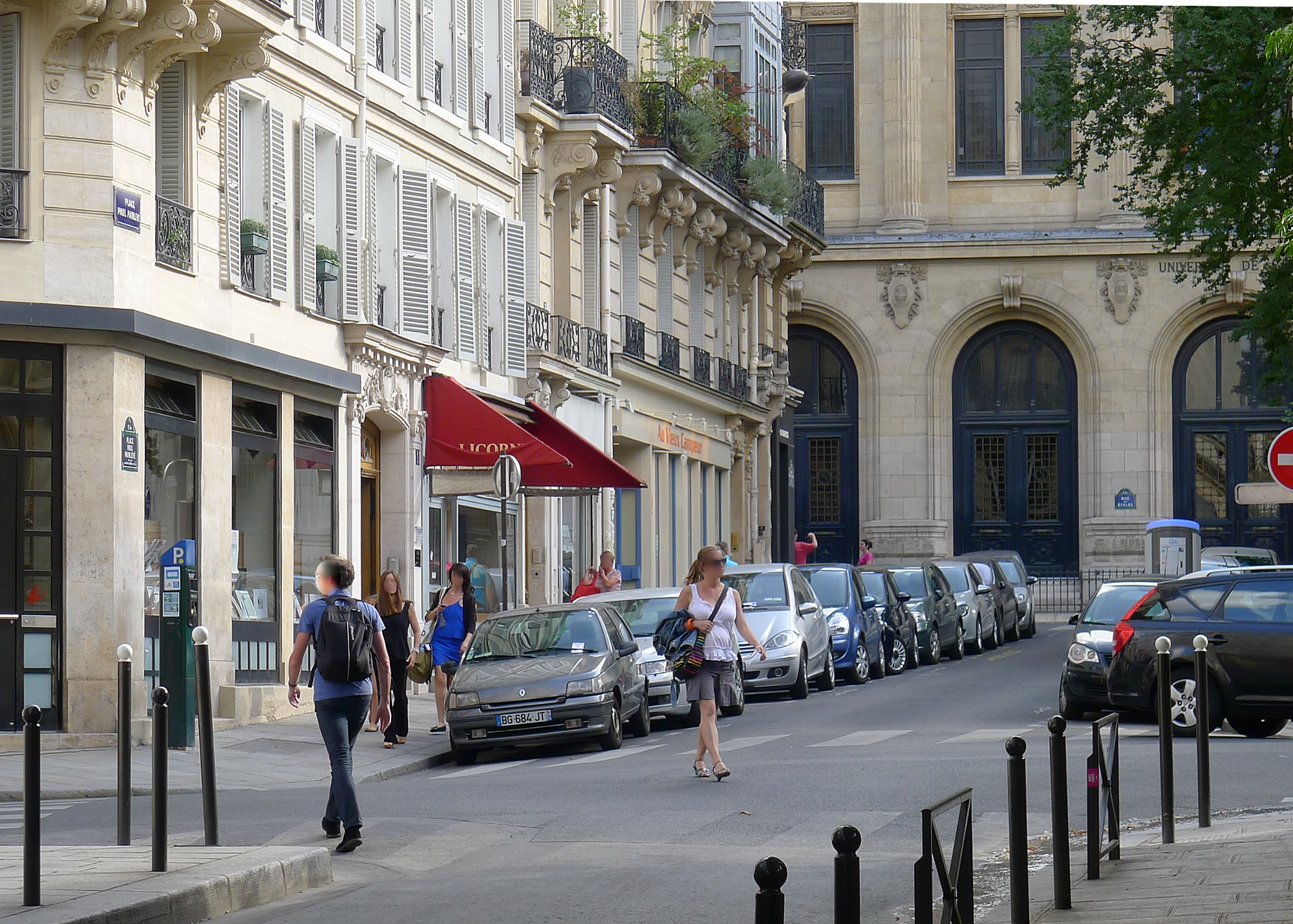
Place Paul-Painlevé (ポール・パンルヴェ広場, ソルボンヌ地区)

区の名称は、市の中央部から時計回りに螺旋を描くようにして各区に付けられた番号を基にしており、当区はその5番目にあたることから、「5区」と名づけられた。5区から6区にかけての地域は"カルチエ・ラタン"と呼ばれ、多くの大学が立地し、古くから学生街として知られている。5区には、パリ第1大学 (パンテオン・ソルボンヌ)、パリ第2大学 (パンテオン・アサス)、 パリ第3大学 (新ソルボンヌ)、パリ第4大学 (パリ・ソルボンヌ)等のほか、エコール・ポリテクニーク（1976年、パリ近郊に移転）、エコール・ノルマル・シュペリウールなどの名門グランゼコールが所在する。ほかに主要な施設としては、パリ植物園、パンテオンなどがある。また映画館が多く点在する地区でもあり、その多くが独自のプログラムを展開するミニシアターである。エコール通りに面した老舗映画館のル・シャンポは、1938年にオープンして以来、学生や映画関係者に愛されてきた。
なお、セーヌ川に沿った地域のうち、シュリー橋から下流は「パリのセーヌ河岸」として世界遺産に登録されている。

## 地理

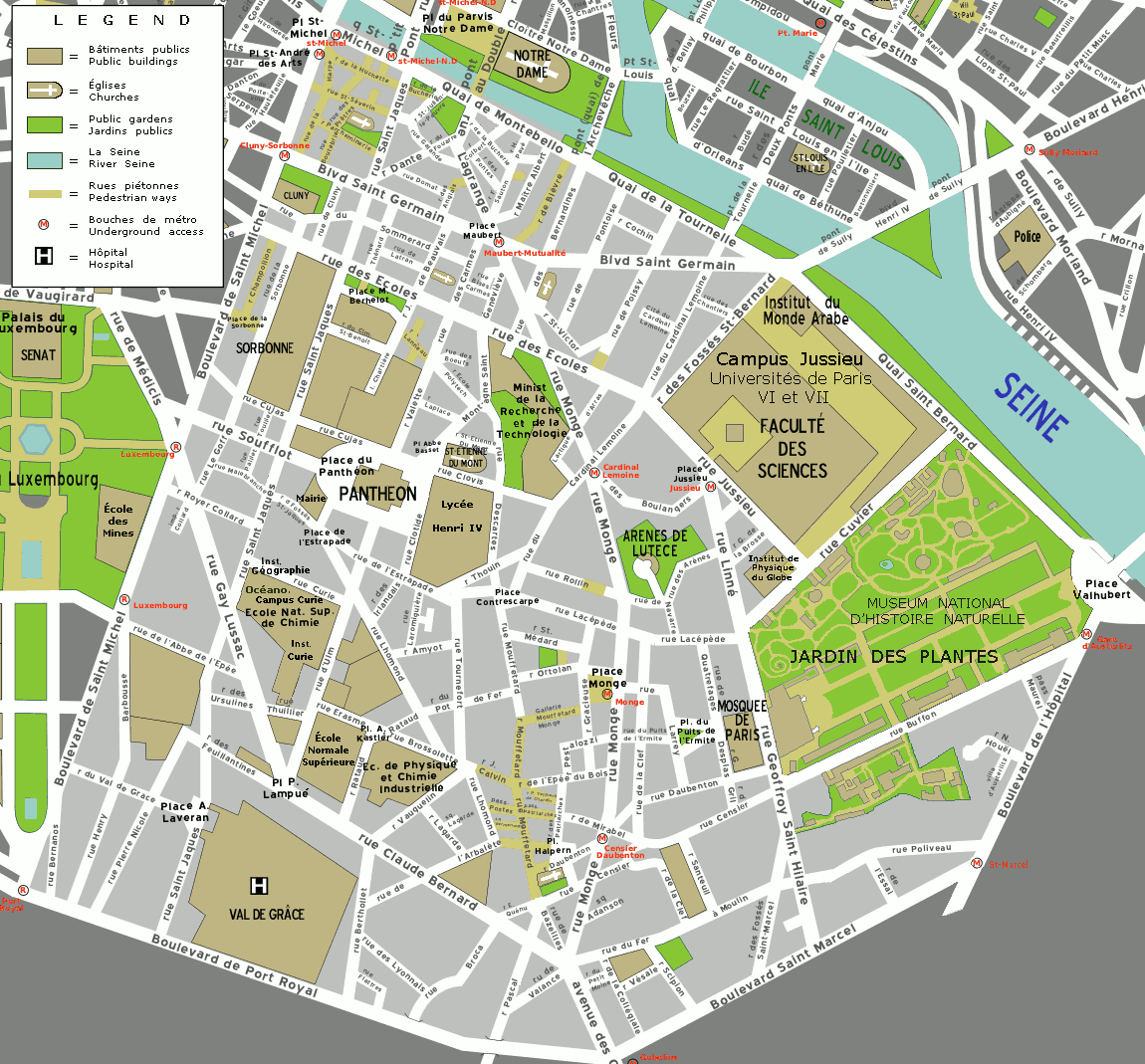
パリ・5区の詳細地図

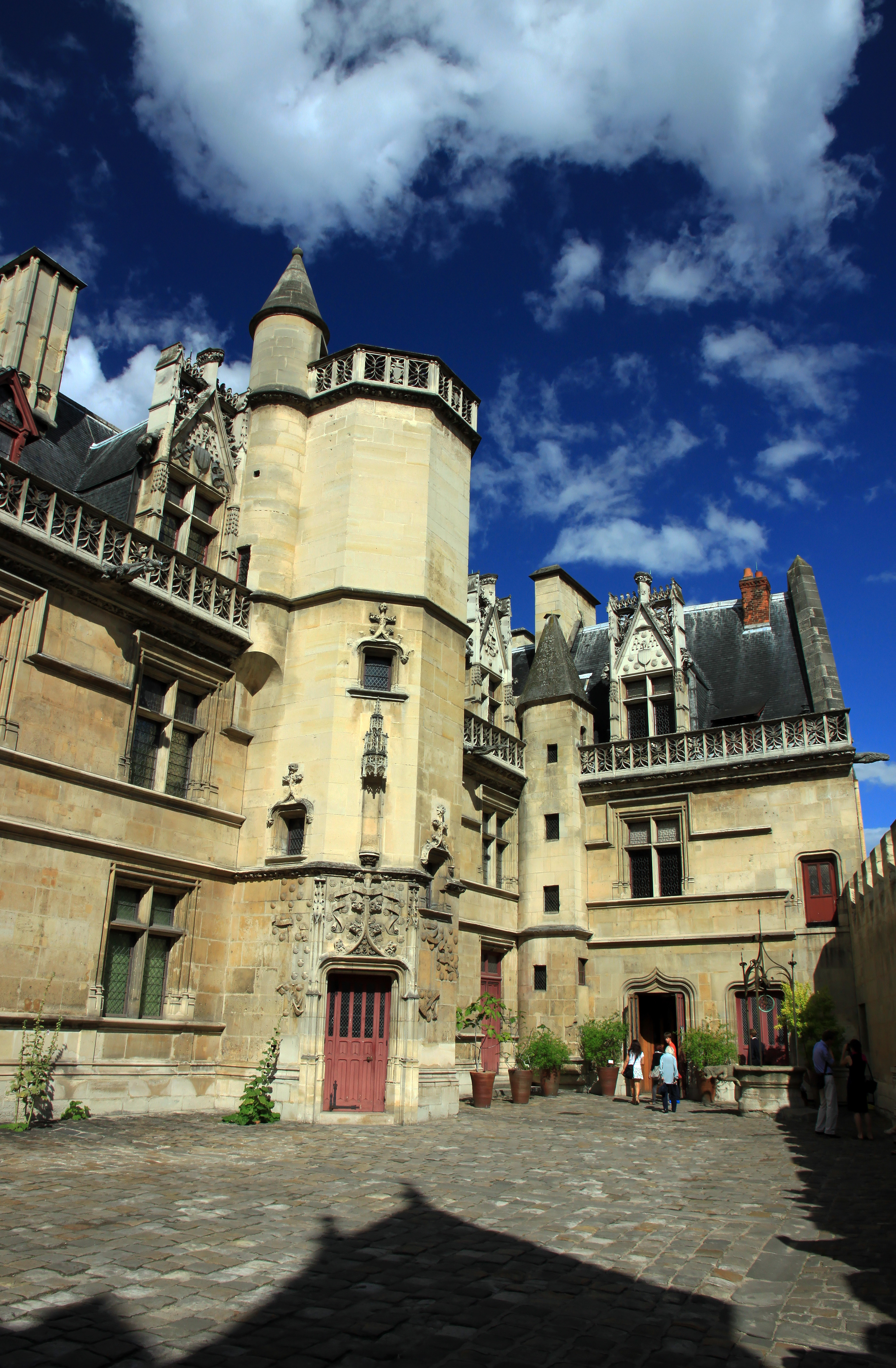
国立中世美術館（クリュニー美術館）

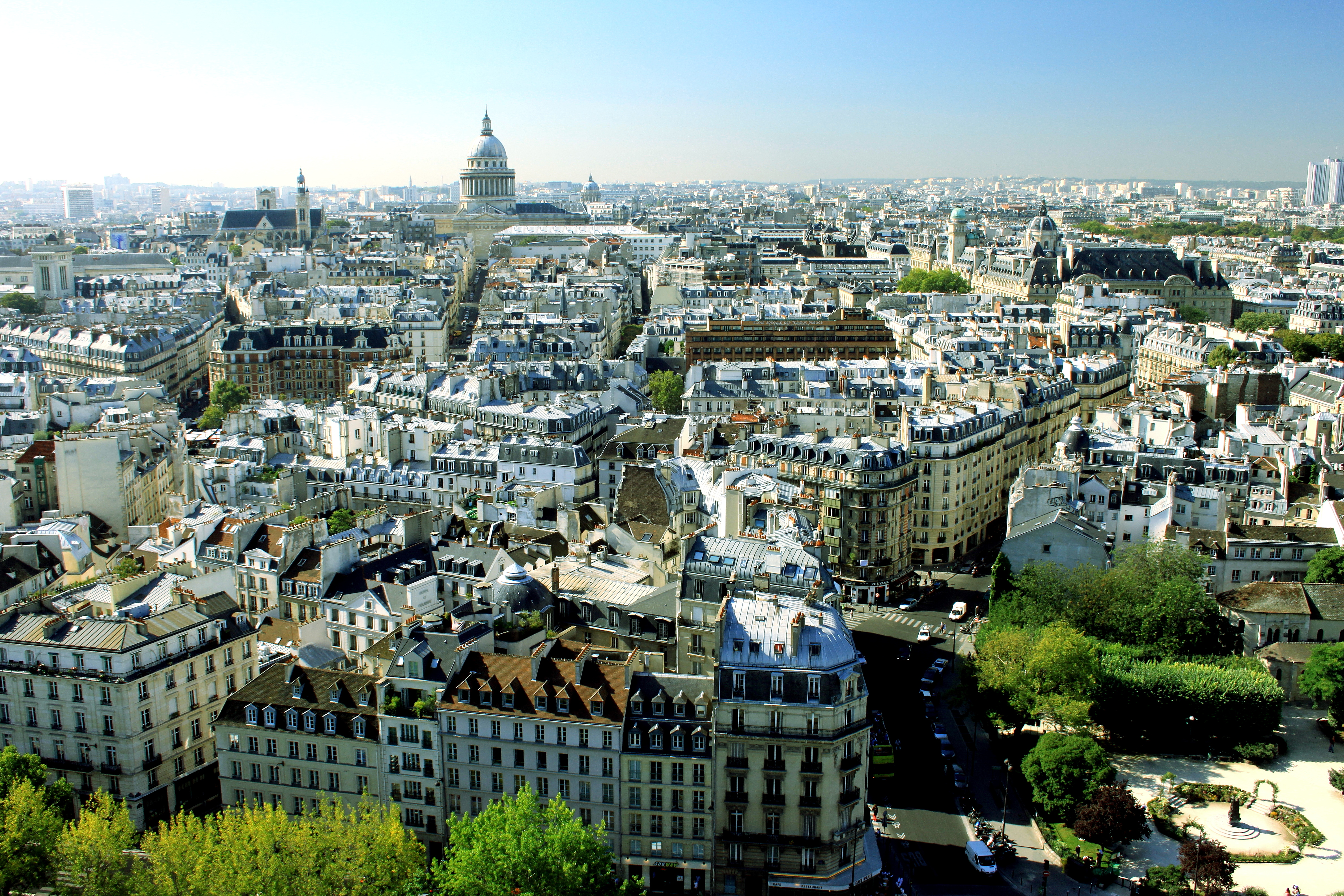
ノートルダム・ド・パリから見る、パリ5区 "サント＝ジュヌヴィエーヴの丘" (Montagne Sainte-Geneviève)

5区は、パリのほぼ中央、1区の南東に位置しており、セーヌ川の南岸に面している区域である。面積は、2.54 平方キロメートル。
北は、セーヌ川を挟んで、同じパリの行政区である4区に接し、北東のオステルリッツ橋付近のみは12区に接している。東から南西にかけての境界線は弧を描いており、東から南にかけては13区に、南西の一部は"芸術の街" モンパルナス地区の14区に接している。
西は6区に接しているが、5区と共に"カルチェ・ラタン"を形成し、サンジェルマン＝デ＝プレ界隈とは密接な位置にある。

### 隣接する自治体（行政区）
- パリの行政区のうち、以下の区。
  - 4区、6区、12区、13区、14区。

### 地区（カルチェ）

パリ・5区のカルチエ詳細図

パリの行政区は、それぞれ4つの地区（カルチェ）に区分されている。5区を構成する4地区のコードと名称は、次のとおりである。
- 17 - サン＝ヴィクトール地区 (Quartier Saint-Victor)
- 18 - ジャルダン＝デ＝プラント地区 (植物園地区、Quartier du Jardin-des-Plantes)
- 19 - ヴァル＝ド＝グラース地区 (Quartier du Val-de-Grâce)
- 20 - ソルボンヌ地区 (Quartier de la Sorbonne)

## 住民

### 人口
5区の人口は、1911年に121,378人となり、ピークに達した。しかし、その後は減少を続け、1999年には半分以下の58,849人となった。2005年の推計では60,600人と見積もられており、人口の回復が見込まれている。
また、人口の減少とともに人口密度も減り続けており、1999年の人口密度は、ピーク時の半分以下の23,160人となっている。人口の推移の詳細は、次のとおりである。
| 年     | 区人口  | 市人口    | 区人口／市人口 | 区人口密度 | 市人口密度 | 備考                   |
| ------ | ------- | --------- | -------------- | ---------- | ---------- | ---------------------- |
| 1872年 | 96,689  | 1,851,792 | 5.22%          | 38,052     | 21,303     |                        |
| 1911年 | 121,378 | 2,888,110 | 4.20%          | 47,768     | 33,225     | 人口がピークに達する。 |
| 1936年 | 107,120 | 2,829,753 | 3.79%          | 42,157     | 32,553     |                        |
| 1954年 | 106,443 | 2,850,189 | 3.73%          | 41,890     | 32,788     |                        |
| 1962年 | 96,031  | 2,790,091 | 3.44%          | 37,793     | 32,097     |                        |
| 1968年 | 83,721  | 2,590,771 | 3.23%          | 32,948     | 29,804     |                        |
| 1975年 | 67,668  | 2,299,830 | 2.94%          | 26,630     | 26,457     |                        |
| 1982年 | 62,173  | 2,176,243 | 2.86%          | 24,468     | 25,035     |                        |
| 1990年 | 61,222  | 2,152,423 | 2.84%          | 24,094     | 24,761     |                        |
| 1999年 | 58,849  | 2,125,246 | 2.77%          | 23,160     | 24,449     |                        |
| 2005年 | 60,600  | 2,166,200 | 2.80%          | 23,849     | 24,920     | 人口は推計。           |

- 注意
  - 人口密度は、1平方キロメートルあたりの人口。区人口密度は、5区の面積を2.541平方キロメートルとして算出した。また、市人口密度は、森林部（ヴァンセンヌの森、ブローニュの森）を除くパリ市全体の面積（86.927平方キロメートル）をもとに算出した。
  - 1962年から1999年までの区人口及び市人口は、フランス国立統計経済研究所の データ （Île-de-France ） を参考とした。

## 政治・行政・司法

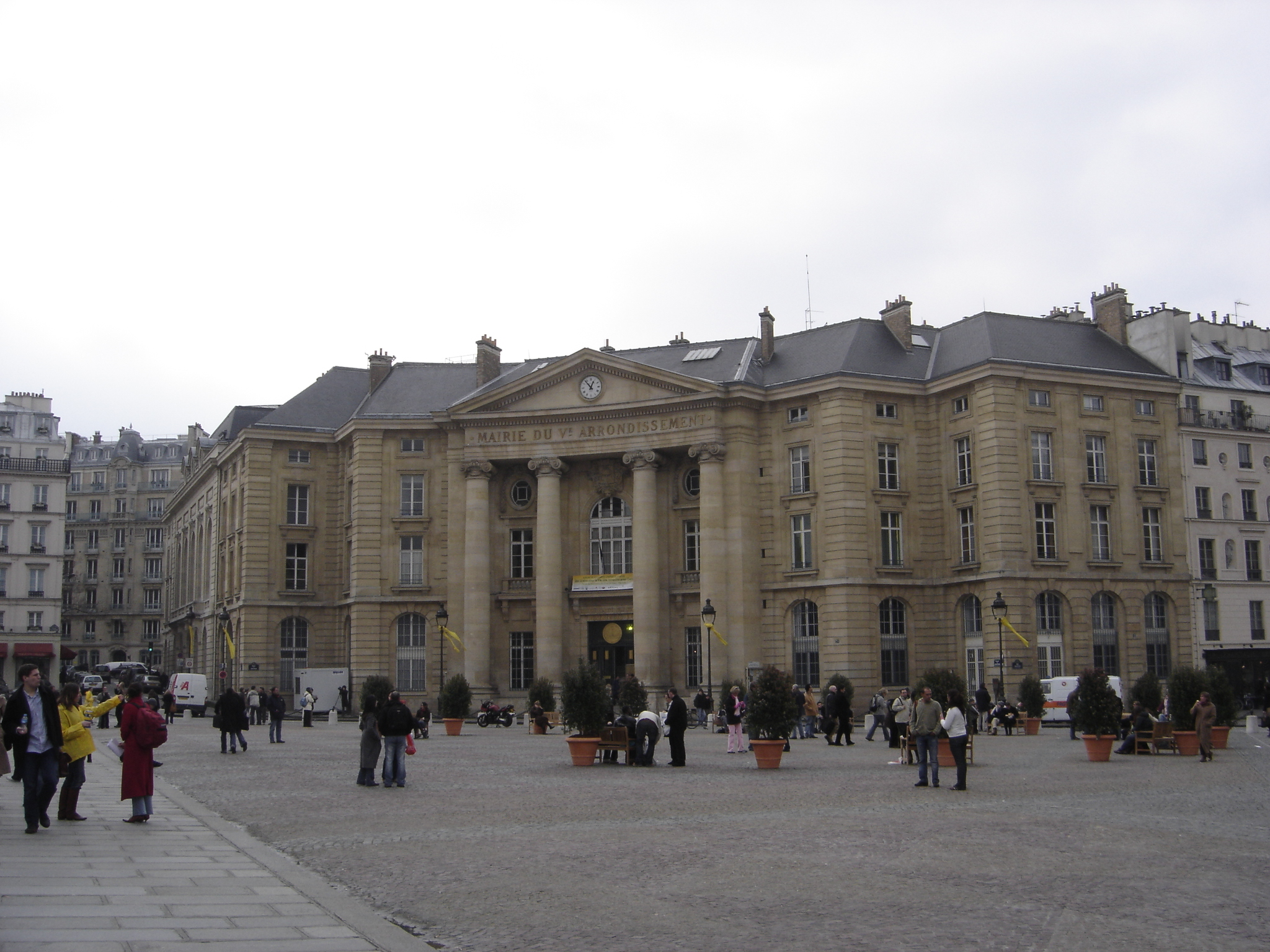
パリ5区役所 (Mairie du 5^{e} arrondissement)

### 主な官公庁・公共機関
- 第5区役所（Mairie du 5e arrondissement） - パンテオンの西側界隈にある。同様に、同広場にはパリ第1大学・第2大学校舎がある。

## 経済

### 主な店舗・商業施設
- トゥール・ダルジャン（La Tour d'Argent）
  - 1582年創業。鴨料理で世界的に有名なレストラン。
- シェイクスピア・アンド・カンパニー書店（Shakespeare and Company）
  - カルチエ・ラタンのサン＝ミッシェル広場至近、ブシュリー通り (Rue de la Bûcherie) 37番地にある。

## 健康・福祉

### 保健・医療

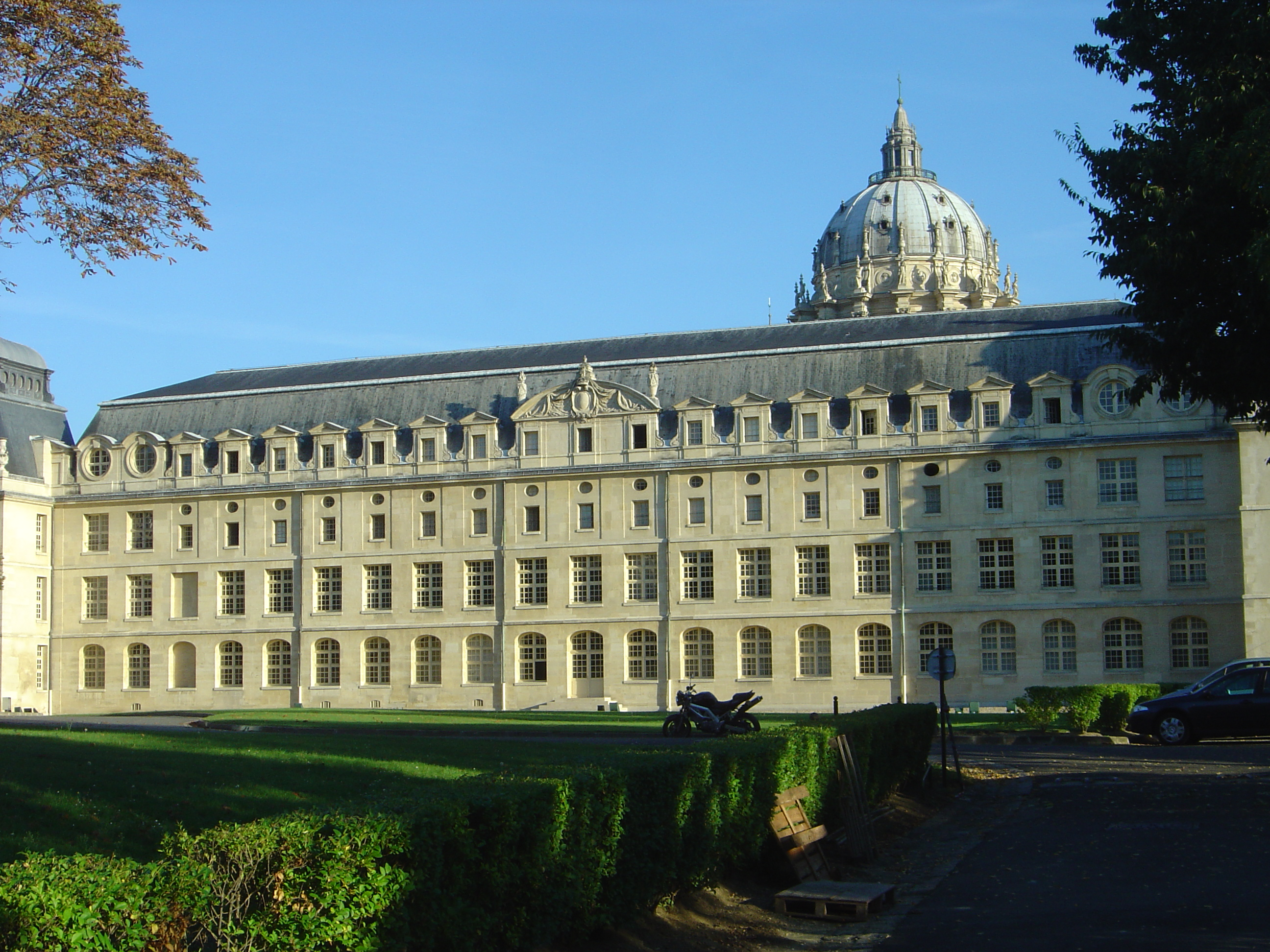
ヴァル＝ド＝グラース軍病院

- ヴァル＝ド＝グラース軍教育病院 （Hôpital d'instruction des armées du Val-de-Grâce）
  - Église du Val-de-Grâce（ヴァル＝ド＝グラース教会）の修道院建物部分が軍病院として用いられていた。現在、Hôpital d'instruction des armées du Val-de-Grâce（ヴァル＝ド＝グラース軍教育病院ないし軍研究病院）は、国防省直轄のフランス軍衛生部により医学生、看護学生などを対象とした臨床教育施設として用いられている。展示博物館室も置かれている。また、この病院の門衛あるいは石切工として働き、フランス革命中の1793年に"謎の死"を遂げた「Philibert Aspairt」が、現代でもその名が小説やゲーム等で使われている。

## 学術・研究

### 研究施設
- アラブ世界研究所 (Institut du Monde Arabe)
- アンリ・ポアンカレ研究所 (Institut Henri Poincaré)
- キュリー研究所（Institut Curie）

## 教育

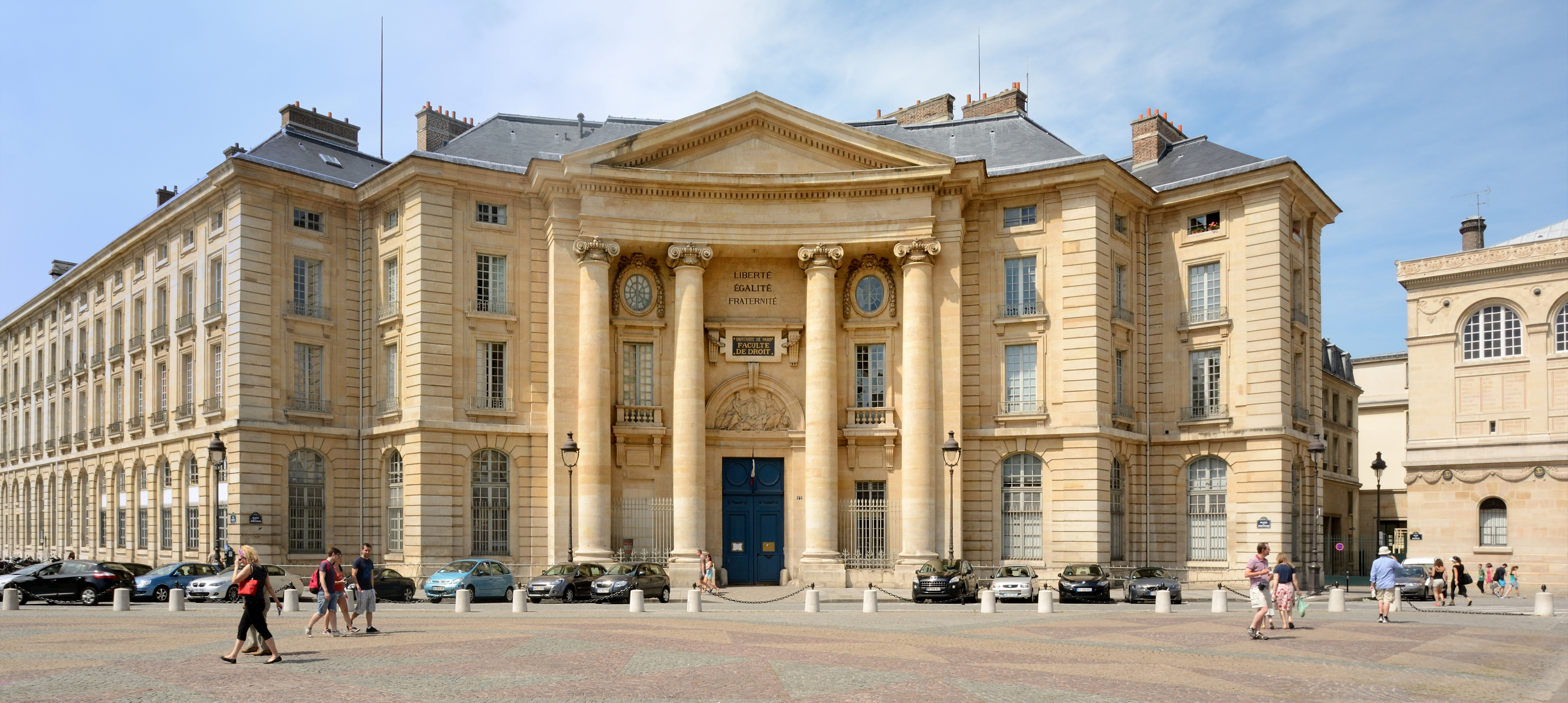
パリ第1大学（パンテオン・ソルボンヌ）・パリ第2大学（パンテオン・アサス）、パンテオン広場からの眺め

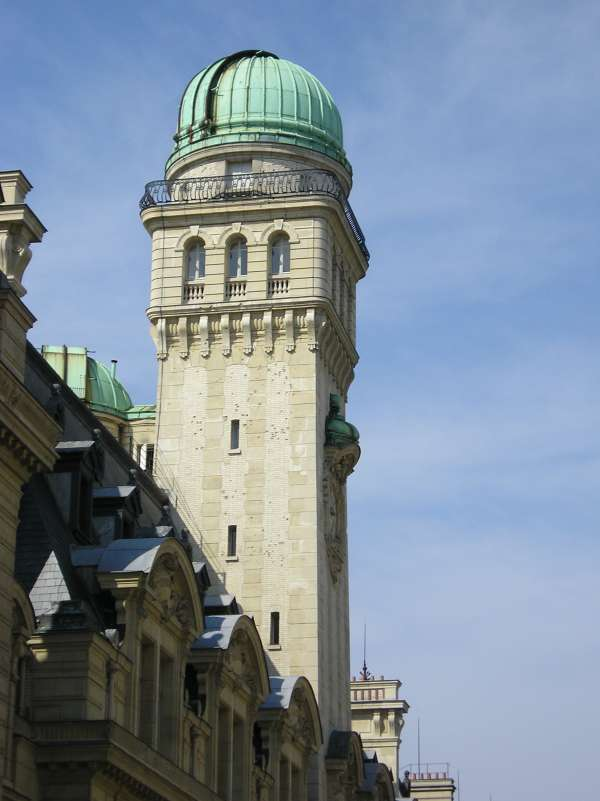
ソルボンヌ大学天文台

### 大学等
- コレージュ・ド・フランス (Collège de France)
- 国際哲学コレージュ (Collège International de Philosophie)
- エコール・ノルマル・シュペリウール （高等師範学校） (École Normale Supérieure)
- エコール・ポリテクニーク （理工科学校） (École Polytechnique)
  - 1976年、パリ近郊のパレゾーに移転。
- パリ市立工業物理化学高等専門大学 (École supérieure de physique et de chimie industrielles de la ville de Paris)
- エセック・ビジネススクール (エセック経済商科大学院大学) (École Supérieure des Sciences Économiques et Commerciales)
  - 私立のグランゼコール。1974年、パリ近郊のセルジーに移転。
- フランス国立古文書学校 （École Nationale des Chartes）
  - 2014年、パリ2区に移転。
- 国立高等装飾美術学校 （École Nationale Supérieure des Arts Décoratifs）
- スコラ・カントルム・ド・パリ （Schola Cantorum de Paris）
- パリ第1大学（パンテオン・ソルボンヌ） (Université Paris I (Panthéon-Sorbonne))

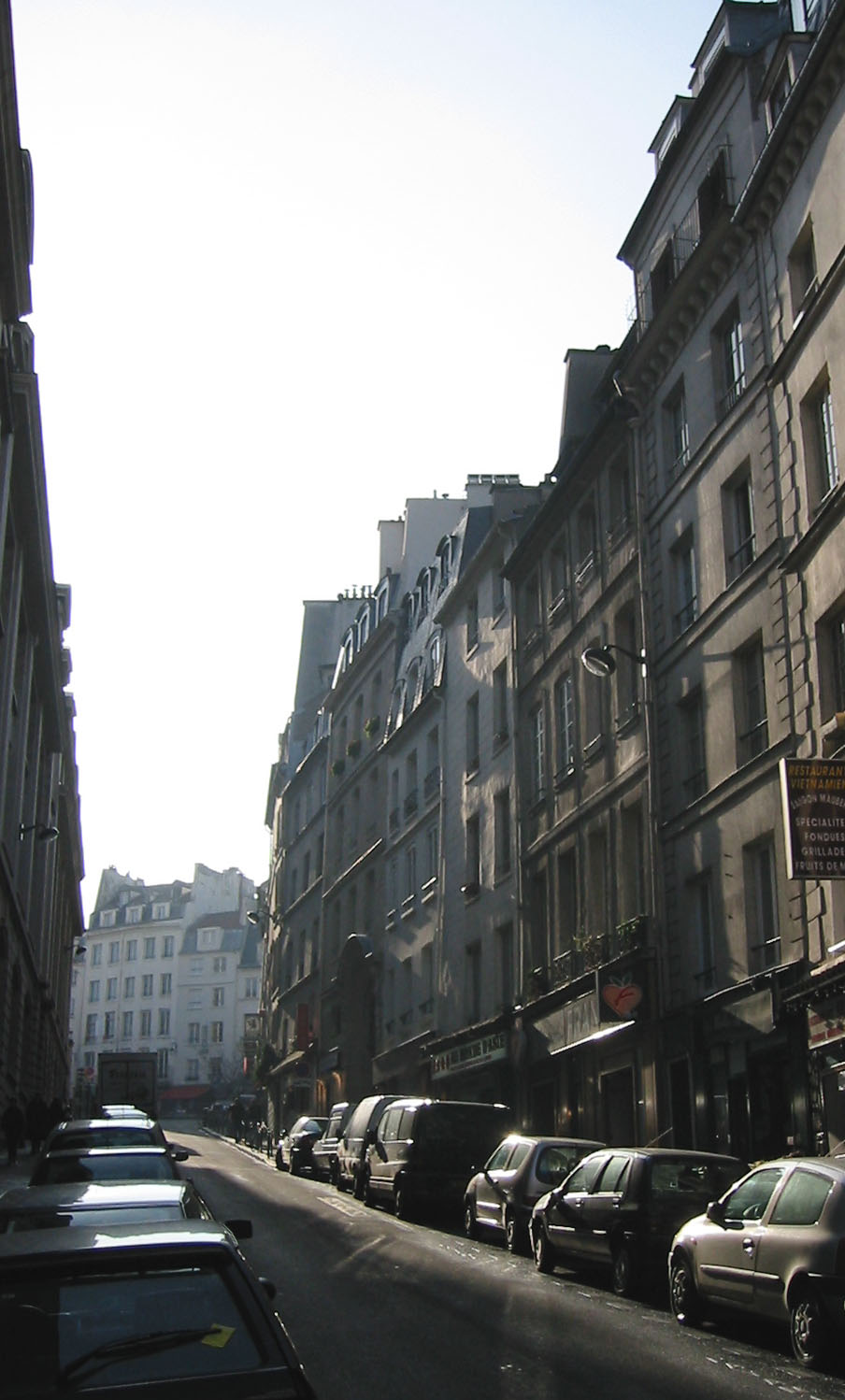
Rue de la Montagne-Sainte-Geneviève

- パリ第2大学（パンテオン・アサス） (Université Paris II (Panthéon-Assas))
- パリ第3大学（新ソルボンヌ） (Université Paris III (Sorbonne Nouvelle))
- パリ第4大学（パリ・ソルボンヌ） (Université Paris IV (Paris-Sorbonne))
- パリ第6大学（ピエールとマリ・キュリー） (Université Paris VI (Pierre et Marie Curie))
- パリ第7大学（ドゥニ・ディドロ） (Université Paris VII (Denis Diderot))

### 高等学校
※ 以下、主なリセをピックアップ。
- リセ・アンリ＝キャトル（Lycée Henri-IV、アンリ4世高校、公立）
  - 旧サント＝ジュヌヴィエーヴ修道院の建物の一部が使用されている。
- リセ・ルイ＝ル＝グラン（LLG、Lycée Louis-le-Grand、公立）
  - リセ・アンリ＝キャトルと共に、その伝統・歴史、グランゼコール準備級を通じた名門グランゼコールへの高い入学率などで世界的に知られている。

## 文化施設

### 美術館・博物館
- キュリー博物館 （Musée Curie）
- 鉱物学・地質学陳列館 (Galerie de Minéralogie et de Géologie) - パリ植物園内にある。
- 国立自然史博物館 (Muséum National d'Histoire Naturelle) - パリ植物園内にある。
- 古生物学・比較解剖学陳列館 ( Galerie de Paléontologie et d'Anatomie Comparée ) - パリ植物園内にある。
- 進化大陳列館 (Grande Galerie de l'Évolution) - パリ植物園内にある。
- 国立中世美術館（クリュニー美術館）  (Musée National du Moyen Âge (Musée de Cluny))[5]

### 動物園・水族館
- パリ植物園付属動物園 （メナジュリー・デュ・ジャルダン・デ・プラント、Ménagerie du Jardin des Plantes） - パリ植物園内にある。

### 映画館・劇場
- ユシェット座 （Théâtre de la Huchette）

### その他

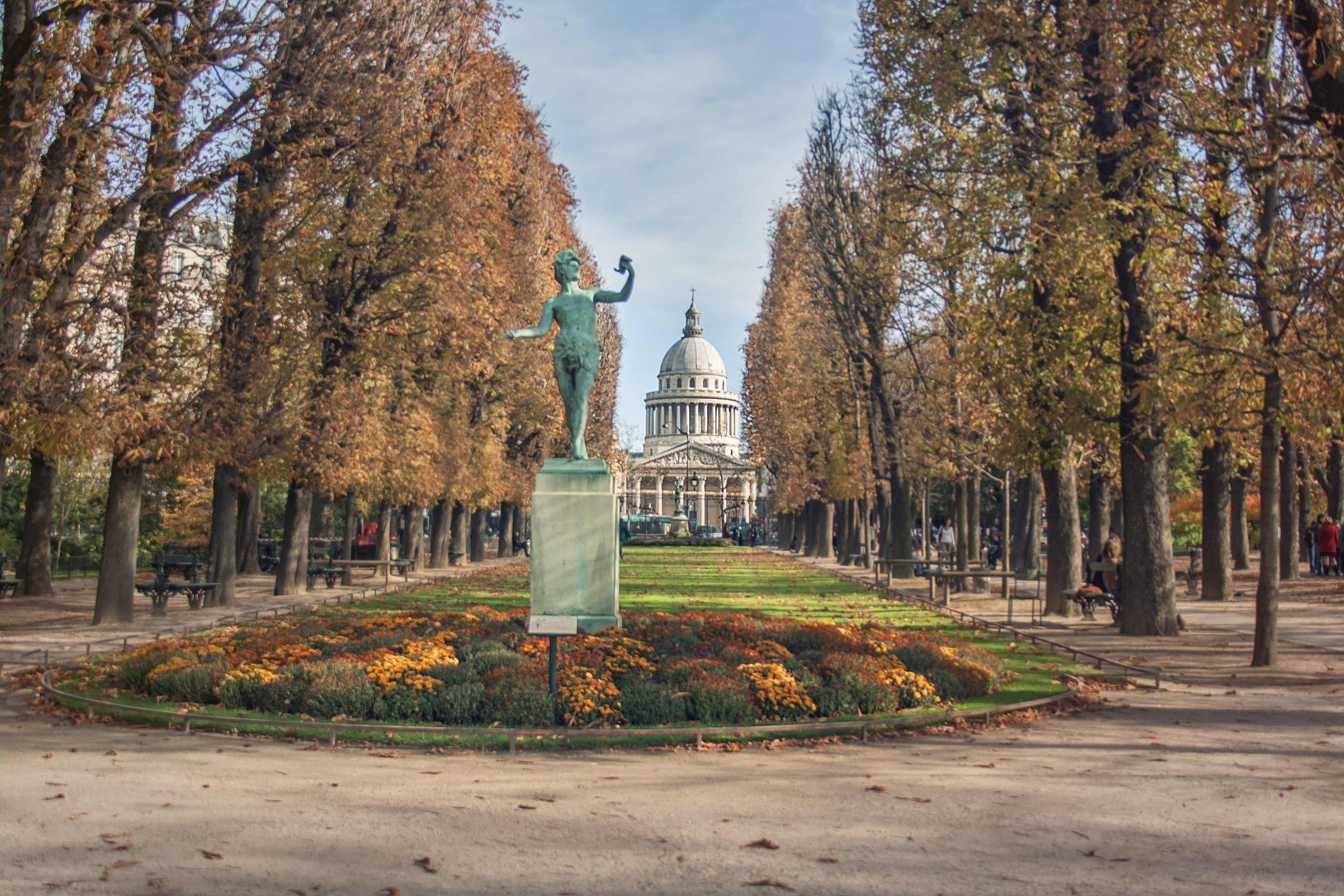
パンテオン、リュクサンブール公園（サン＝ミッシェル大通り近く）からの眺め

- 聖ジュヌヴィエーヴ図書館 （BSG） （Bibliothèque Sainte-Geneviève） - パンテオン広場の北側にある。

## 宗教施設

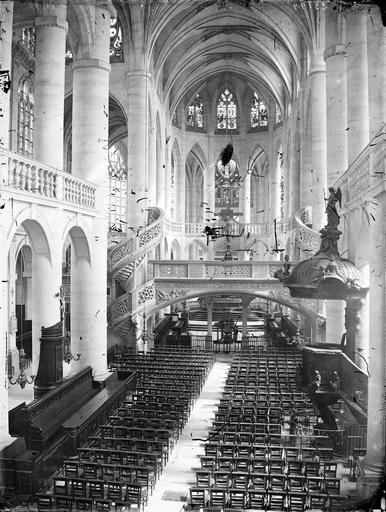
サン＝テティエンヌ＝デュ＝モン教会、シャルル・マルヴィル (fr) 撮影（19世紀半ば頃）

### キリスト教
- サン＝ジュリアン＝ル＝ポーヴル教会 （Église Saint-Julien-le-Pauvre）
- サン＝セヴラン教会 (Église Saint-Séverin)
- サン＝テティエンヌ＝デュ＝モン教会 (Église Saint-Étienne-du-Mont)
- サン＝メダール教会 （Église Saint-Médard）

### その他
- グランド・モスケ・ド・パリ

## 観光・憩い

### 建築
- パンテオン (Panthéon de Paris)

### 公園・緑地等
- パリ植物園 (Jardin des Plantes)

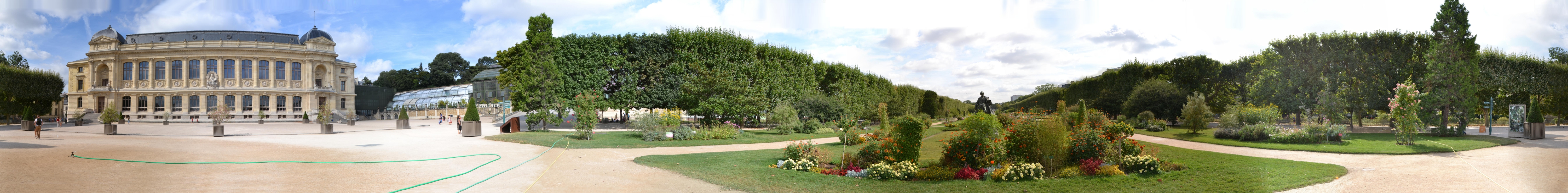
パリ植物園内のフランス式庭園、アルフォンス・ミルヌ＝エドワール遊歩道からの眺め

### 旧跡・記念碑等
- アレーヌ・ド・リュテス (リュテス円形闘技場、Arènes de Lutèce) 
  - ガロ・ローマ文化時代（紀元1世紀）にローマ帝国により建造された円形闘技場の遺跡。

## 交通

### 鉄道

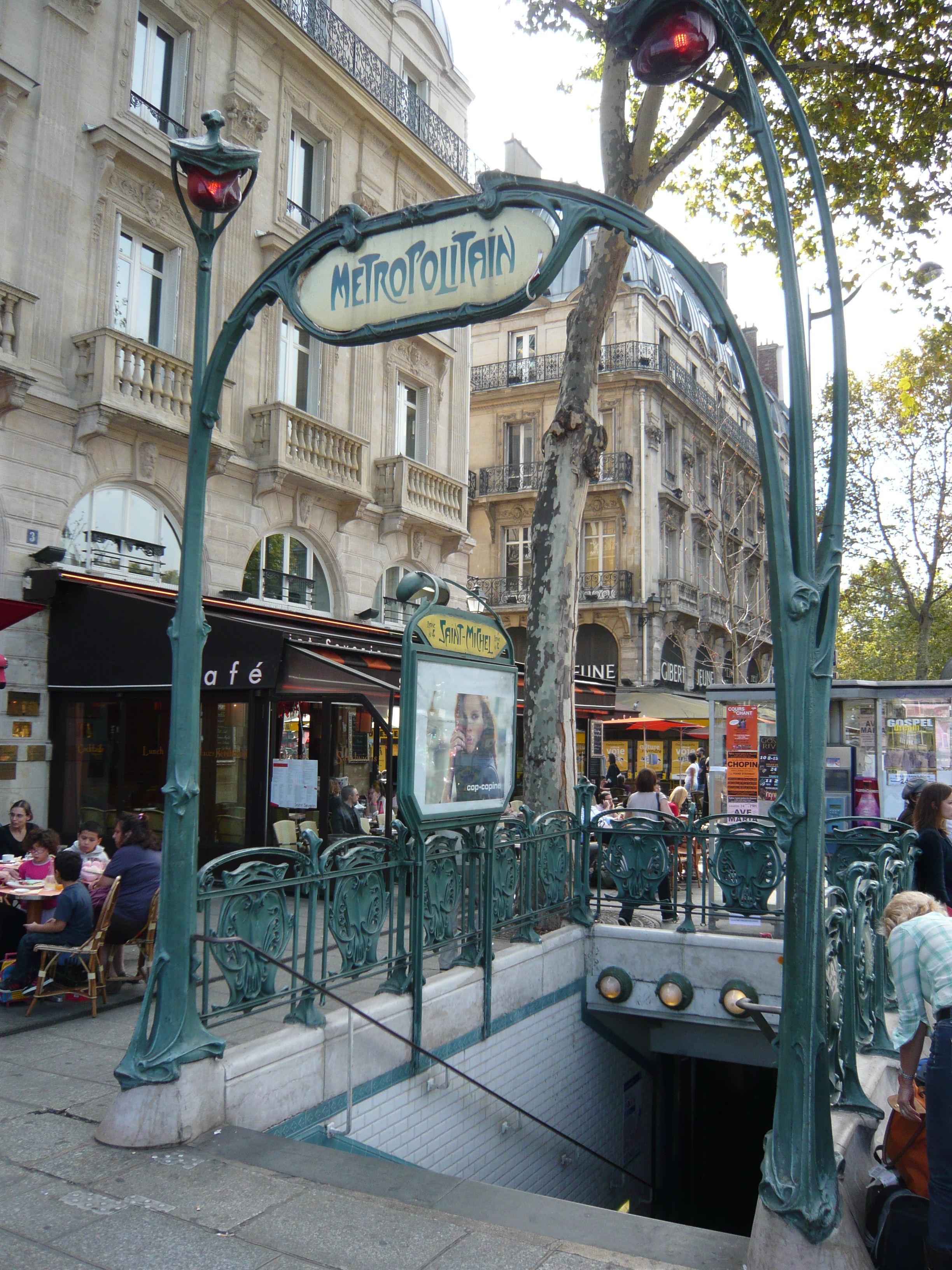
ギマール制作「エディキュール・ギマール Édicule Guimard」, メトロ サン＝ミッシェル駅 (Station Saint-Michel)

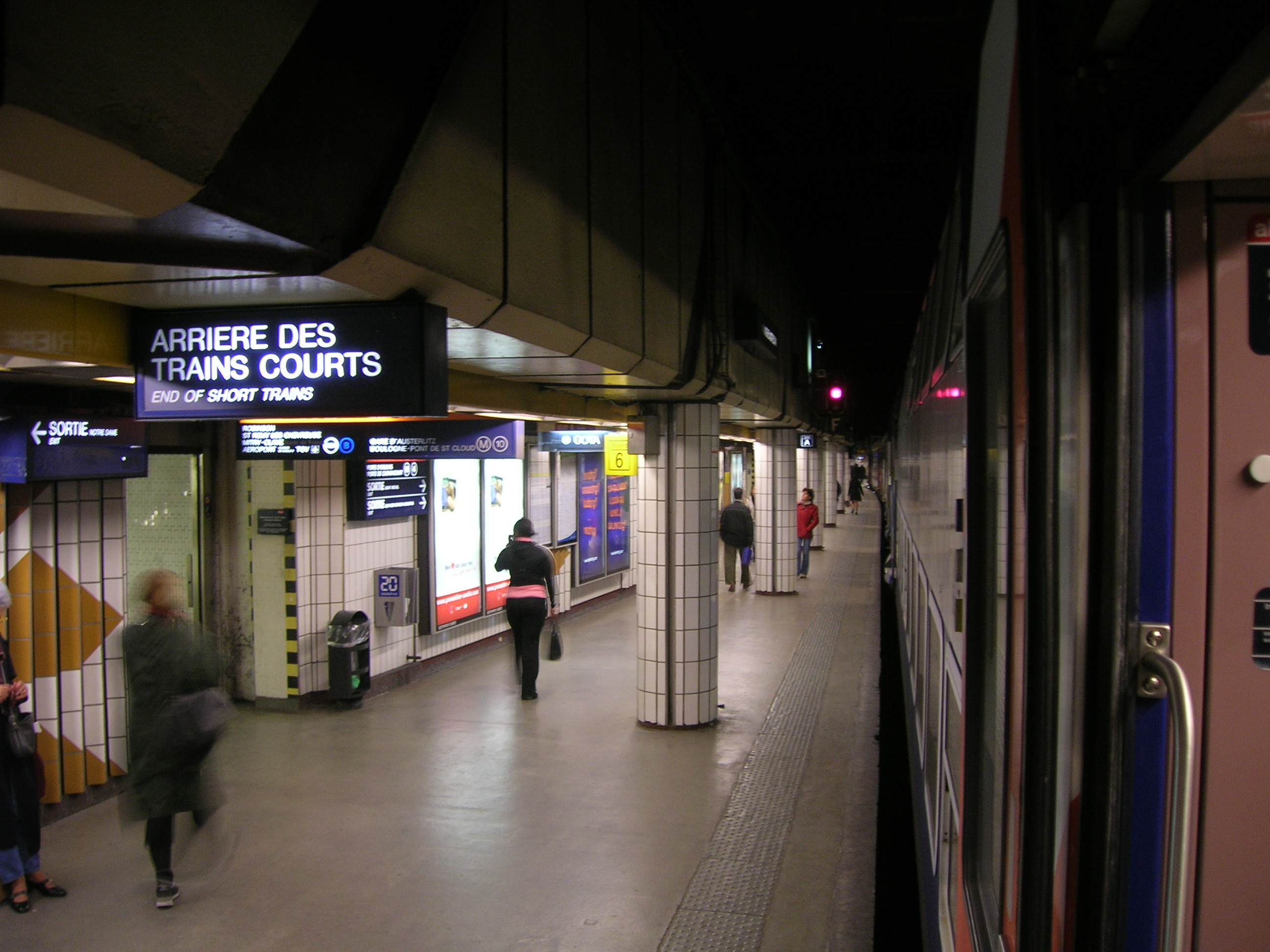
RER サン＝ミッシェル＝ノートルダム駅

- 地下鉄・メトロ （パリ交通公団（RATP））
  - 4号線
    - サン＝ミッシェル駅のみ。

  - 5号線
    - オステルリッツ駅 (ガール・ドステルリッツ)のみ。

  - 7号線
    - ジュシュー駅 – プラス・モンジュ駅 – サンシエ＝ドバントン駅 - レ・ゴブラン駅

  - 10号線
    - クリュニー＝ラ・ソルボンヌ駅 – モベール＝ミュチュアリテ駅 – カルディナル・ルモワーヌ駅 – ジュシュー駅 – オステルリッツ駅 (ガール・ドステルリッツ)
- RER （フランス国鉄 (SNCF)／パリ交通公団（RATP）） （Réseau Express Régional d'Île-de-France）
  - B線
    - リュクサンブール駅 - ポール＝ロワイヤル駅

### 道路

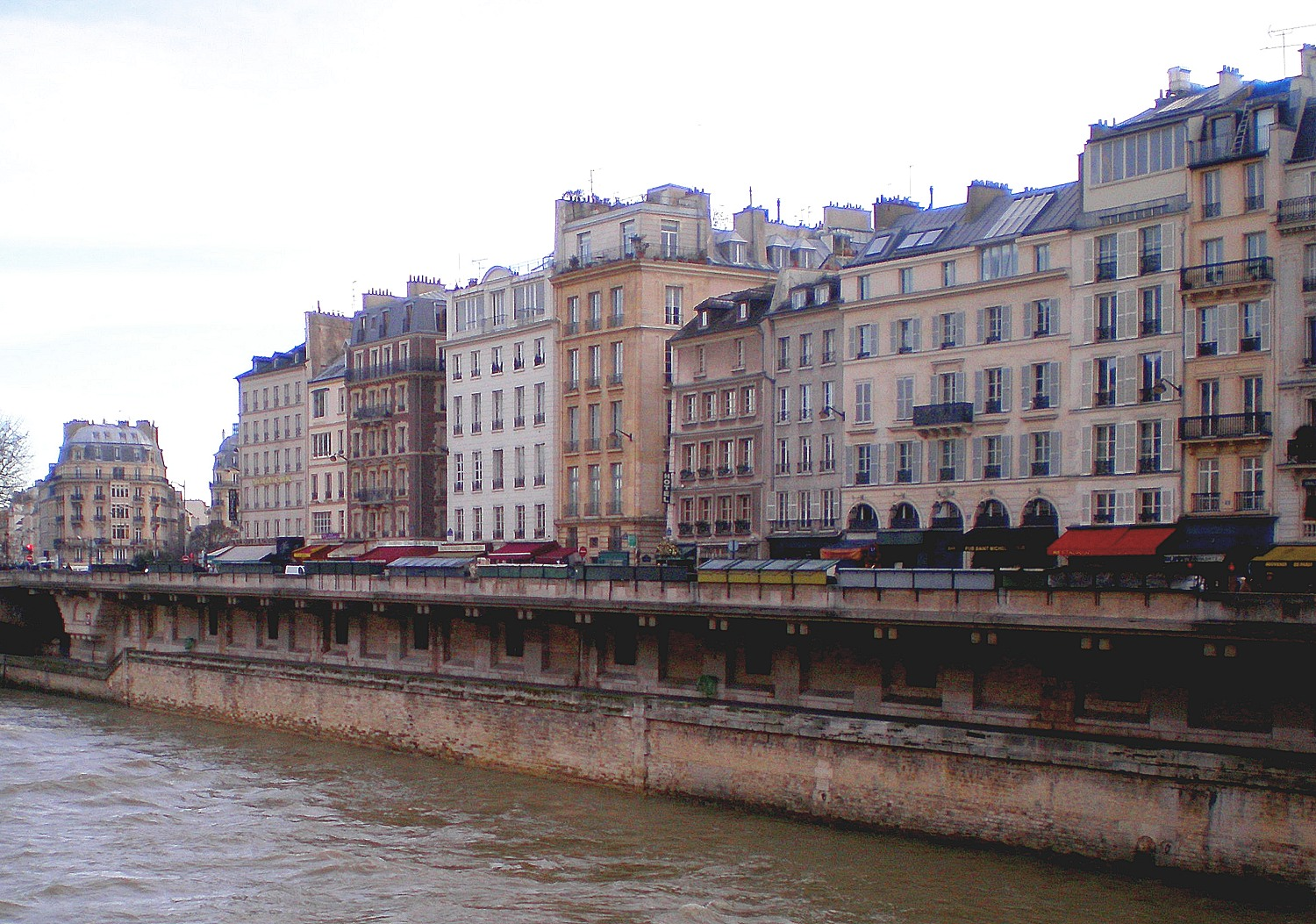
シテ島から見る, セーヌ川のサン・ミッシェル河岸 (Quai Saint-Michel)
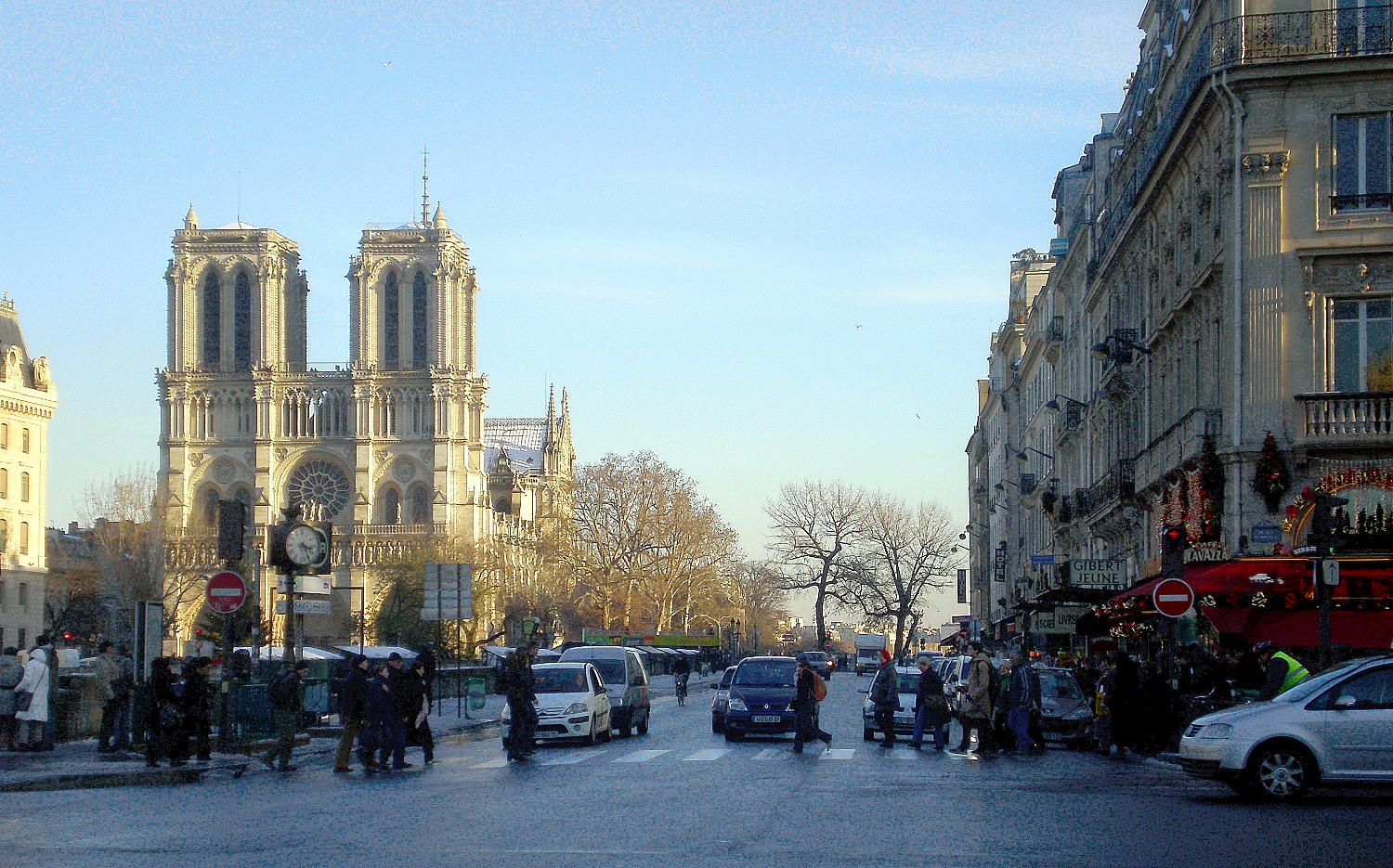
ノートルダム大聖堂, サン・ミッシェルからの眺め
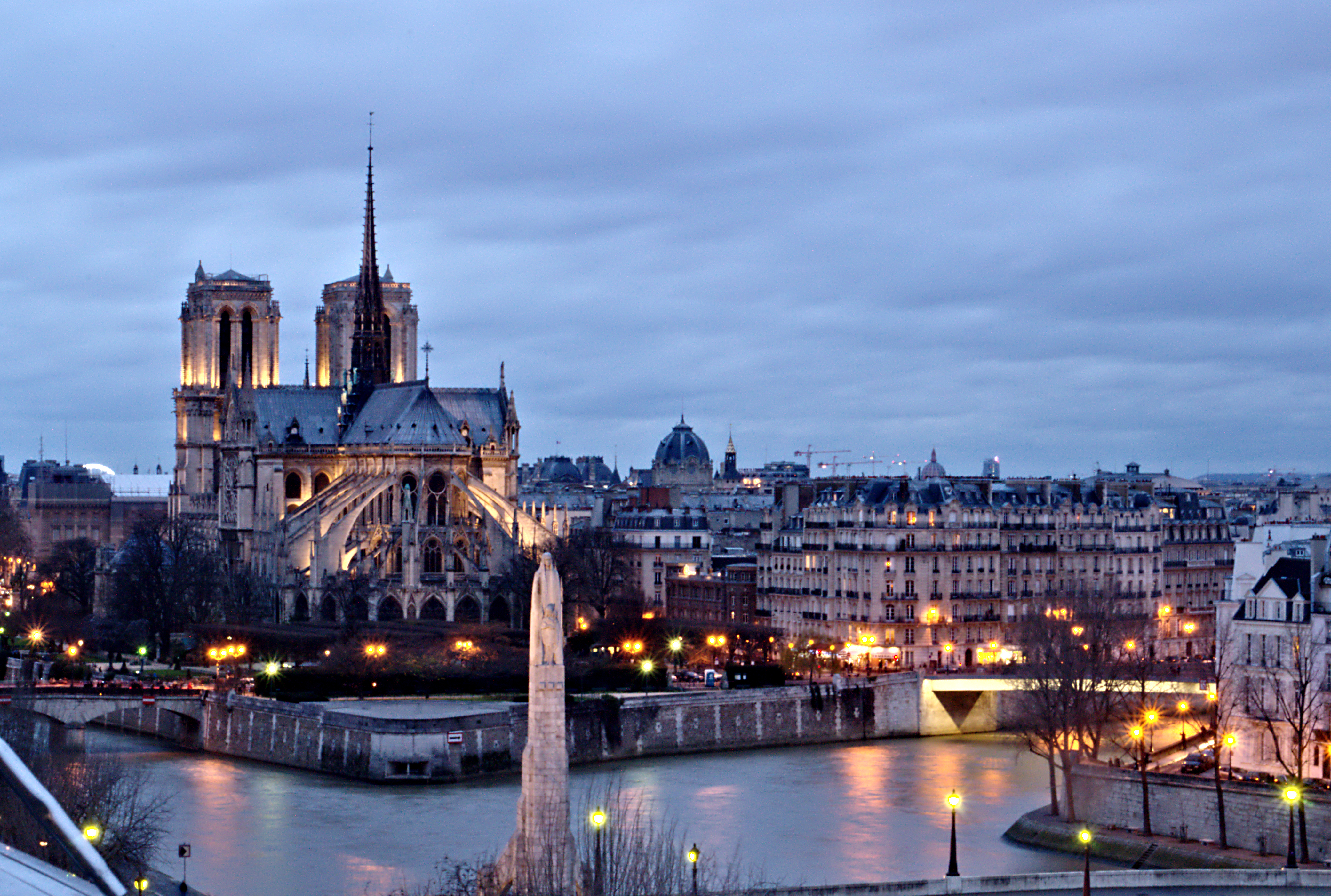
セーヌ左岸5区にあるアラブ世界研究所から見るノートルダム大聖堂背部。2014年元旦
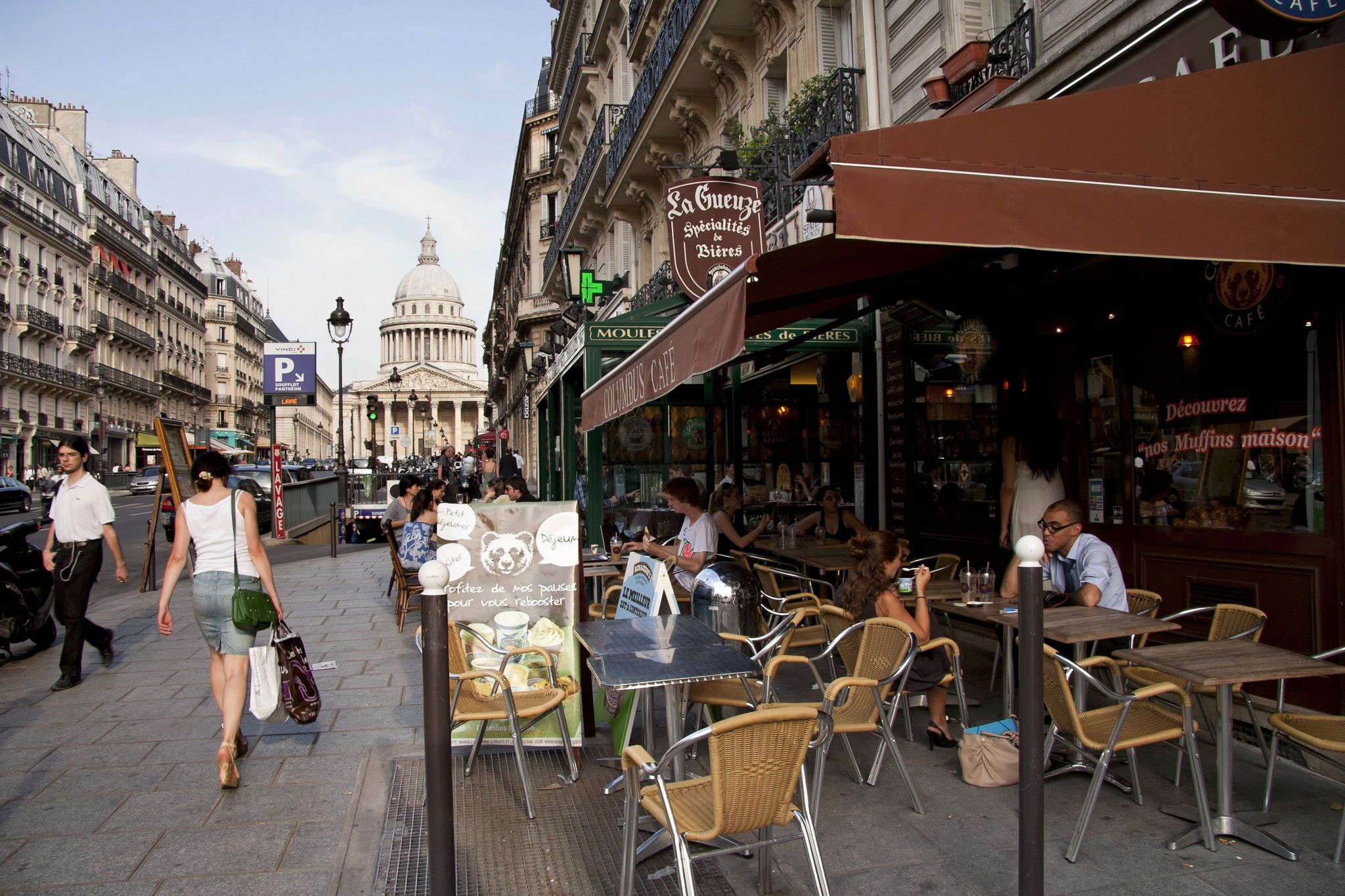
パンテオン, スフロ通り (Rue Soufflot) からの眺め
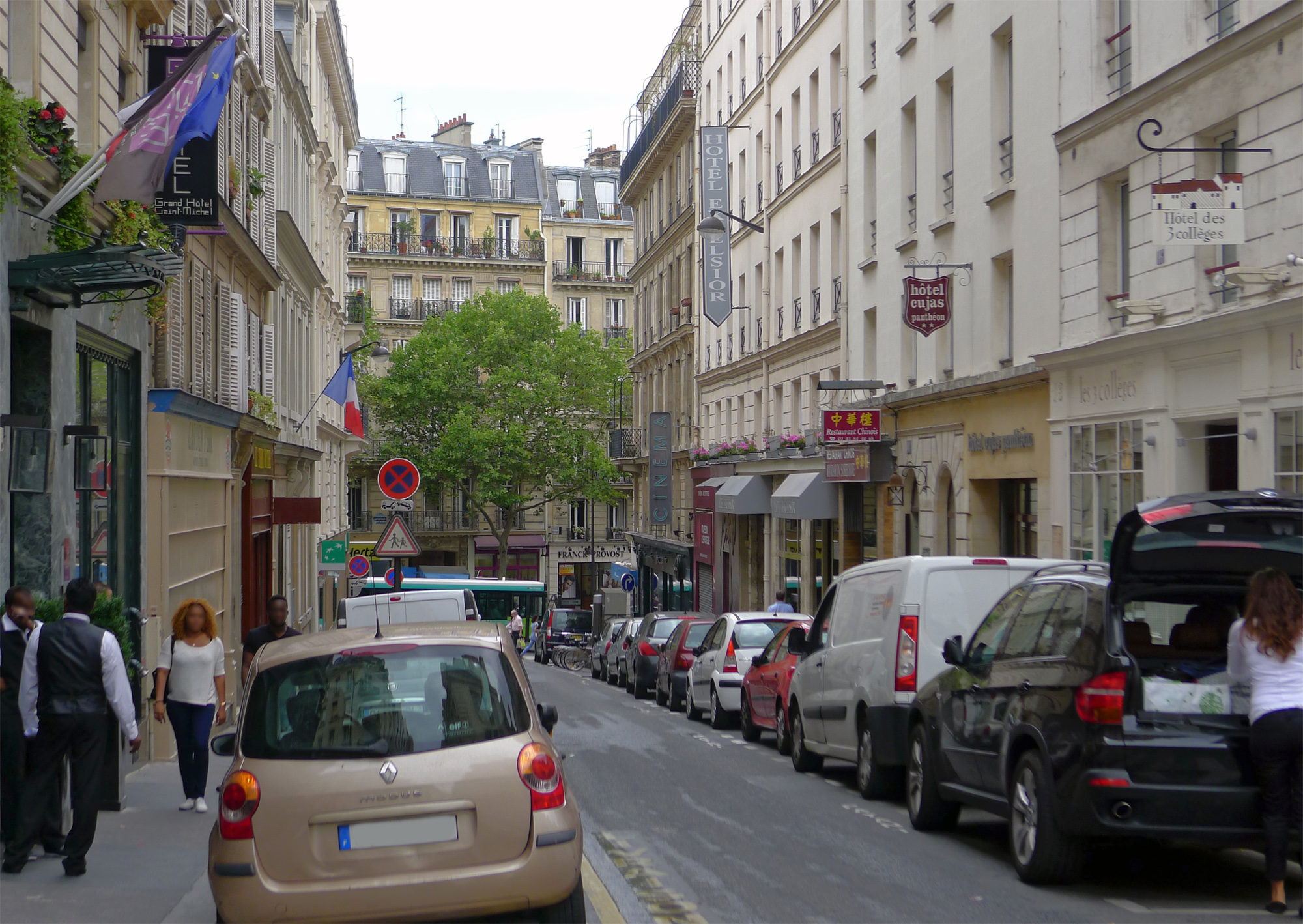
クジャス通り (Rue Cujas)
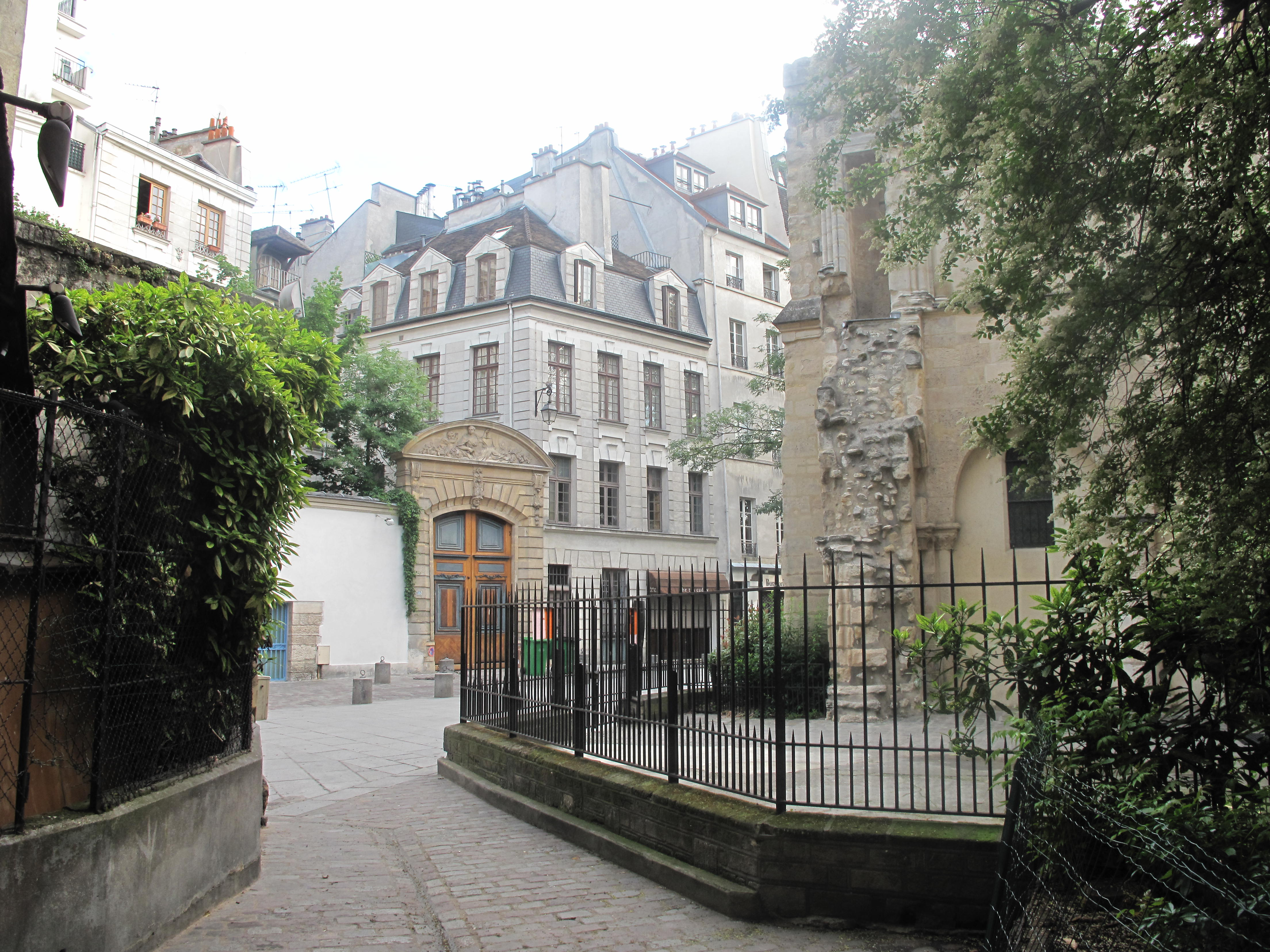
サン＝ジュリアン＝ル＝ポーヴル通り (Rue Saint-Julien-le-Pauvre)
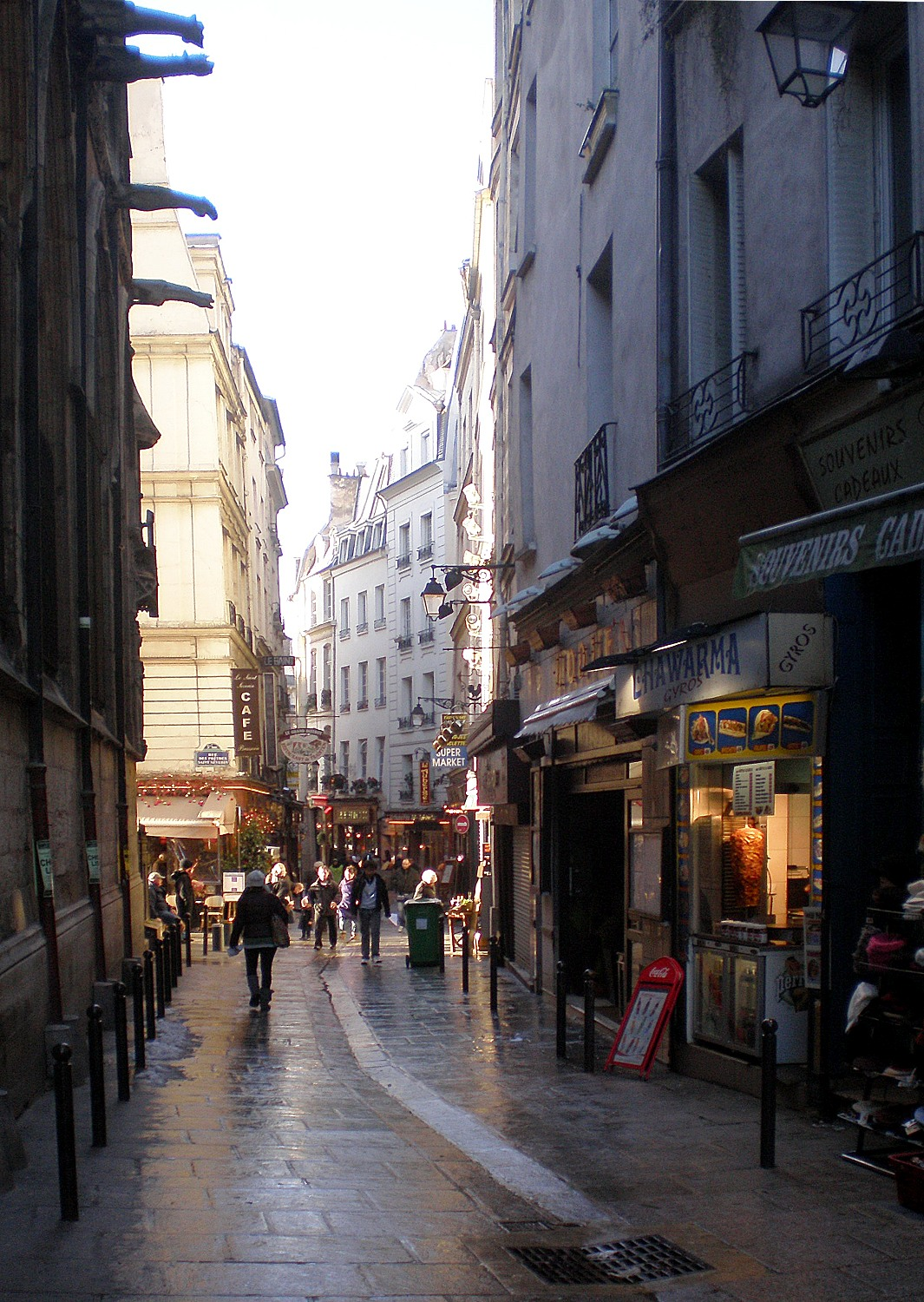
サン＝セヴラン通り (Rue Saint-Severin)
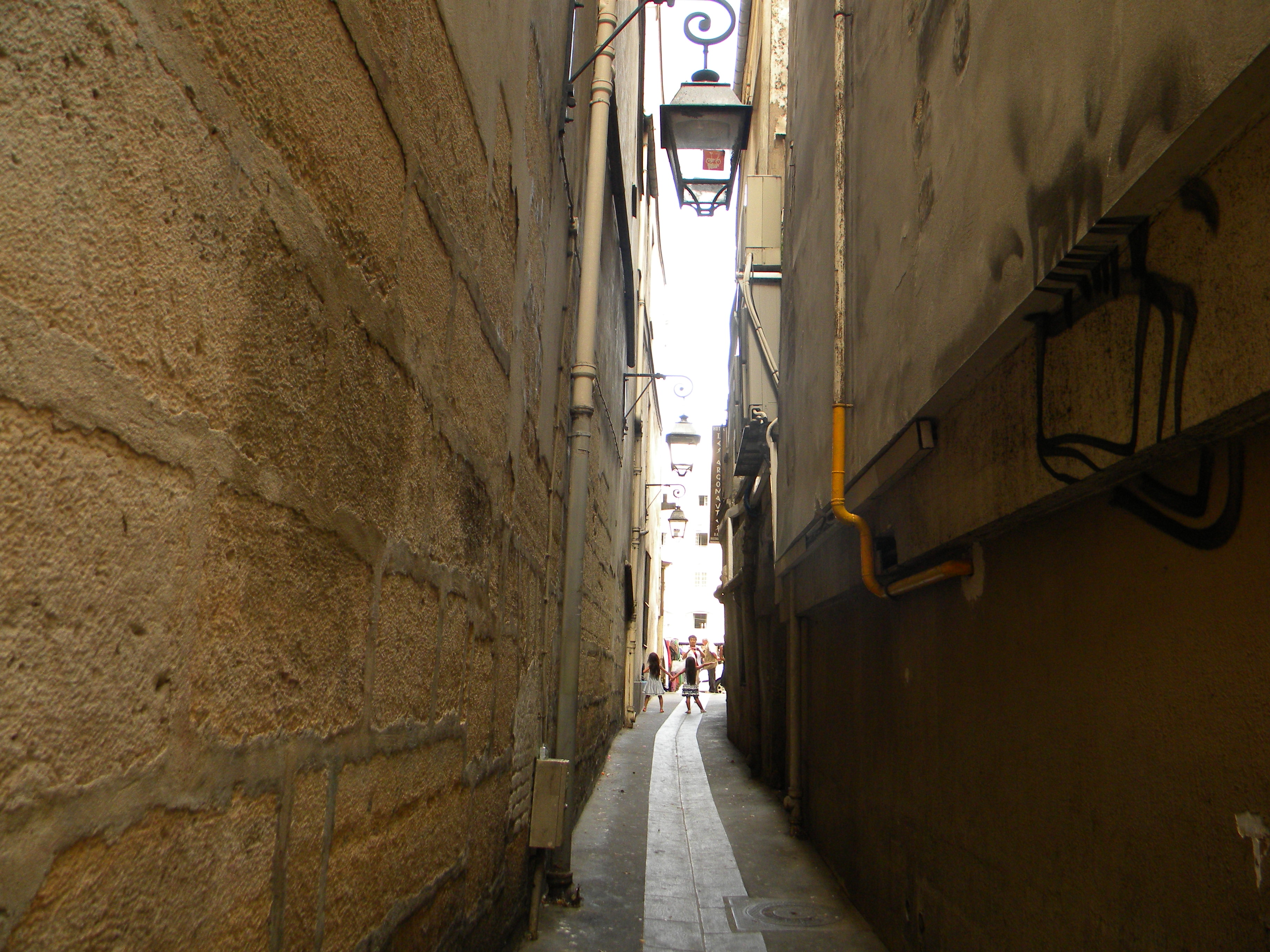
拡張工事前まで道幅80cmほどだった20区 パサージュ・ド・ラ・デュエ (fr), 同87cm〜1mほどの12区サンティエ・デ・メリジエ (fr) 等と共に, パリで最も道幅が狭いシャ・キ・ペシュ通り (Rue du Chat-qui-Pêche)。
1540年に開通。道幅は1m80cm。"シャ・キ・ペシュ"は, "魚釣りをする猫"の意。
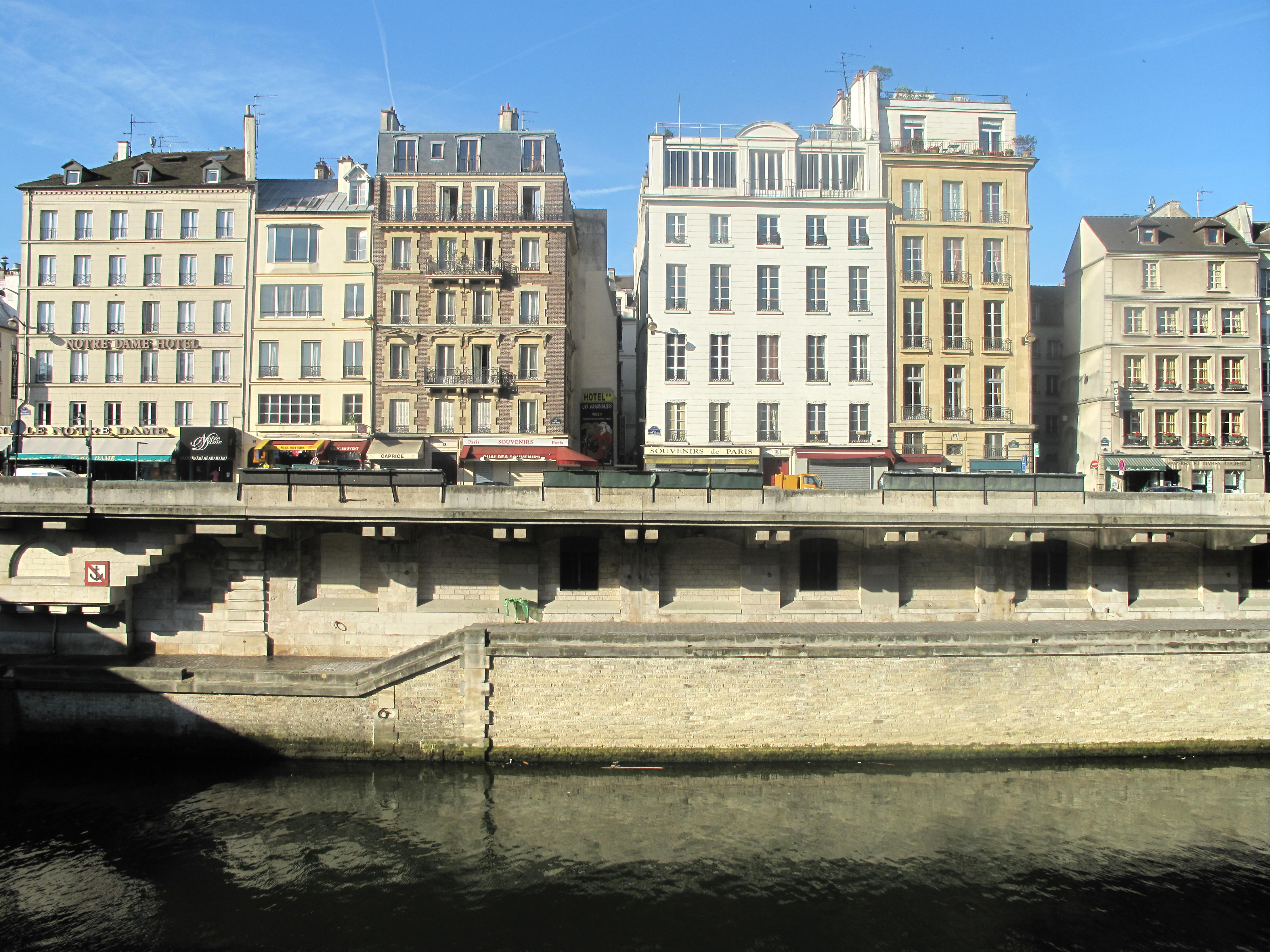
シテ島から見るサン＝ミッシェル河岸とシャ・キ・ペシュ通り(中央, 建物間を抜ける路地)
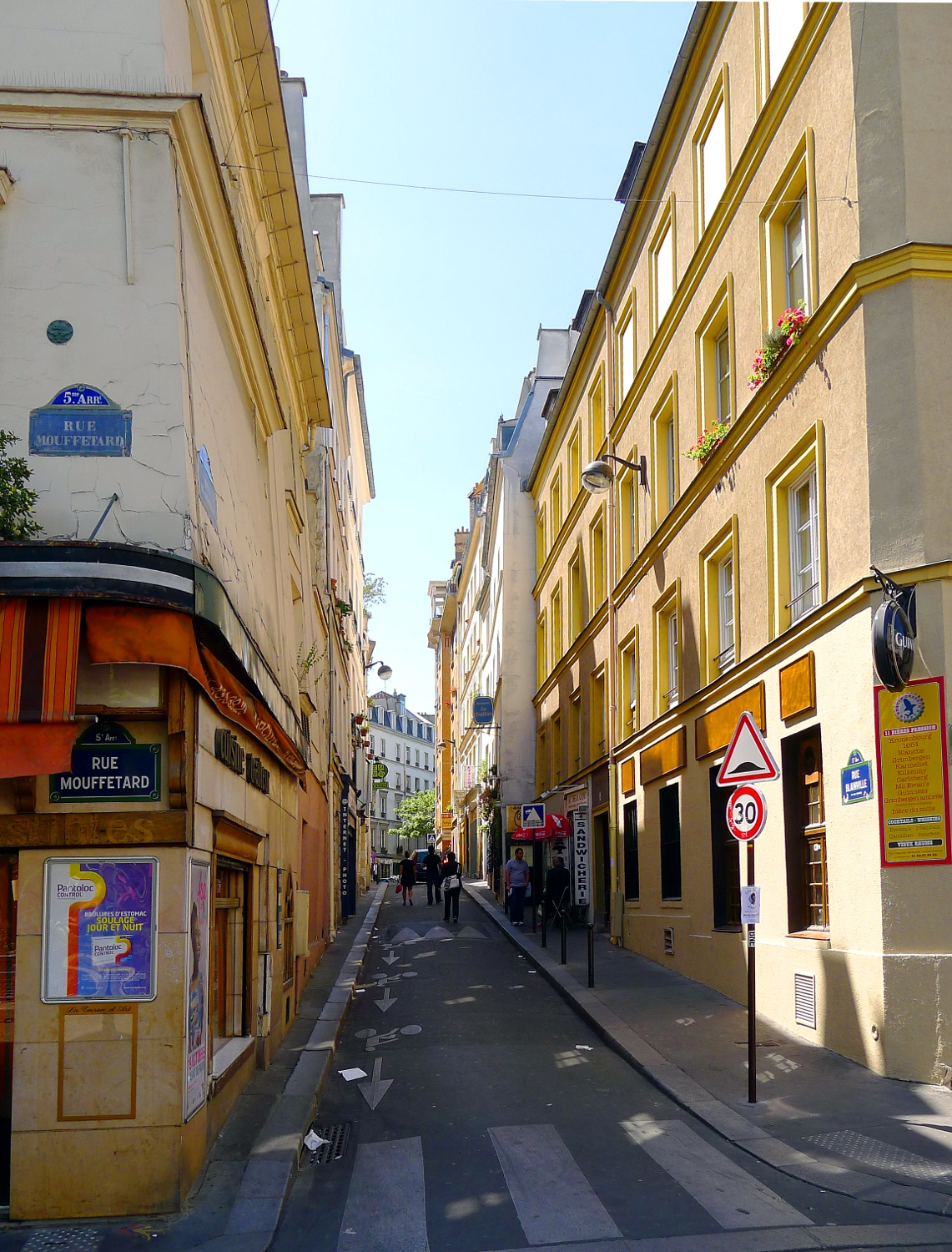
ブランヴィル通り (Rue Blainville)
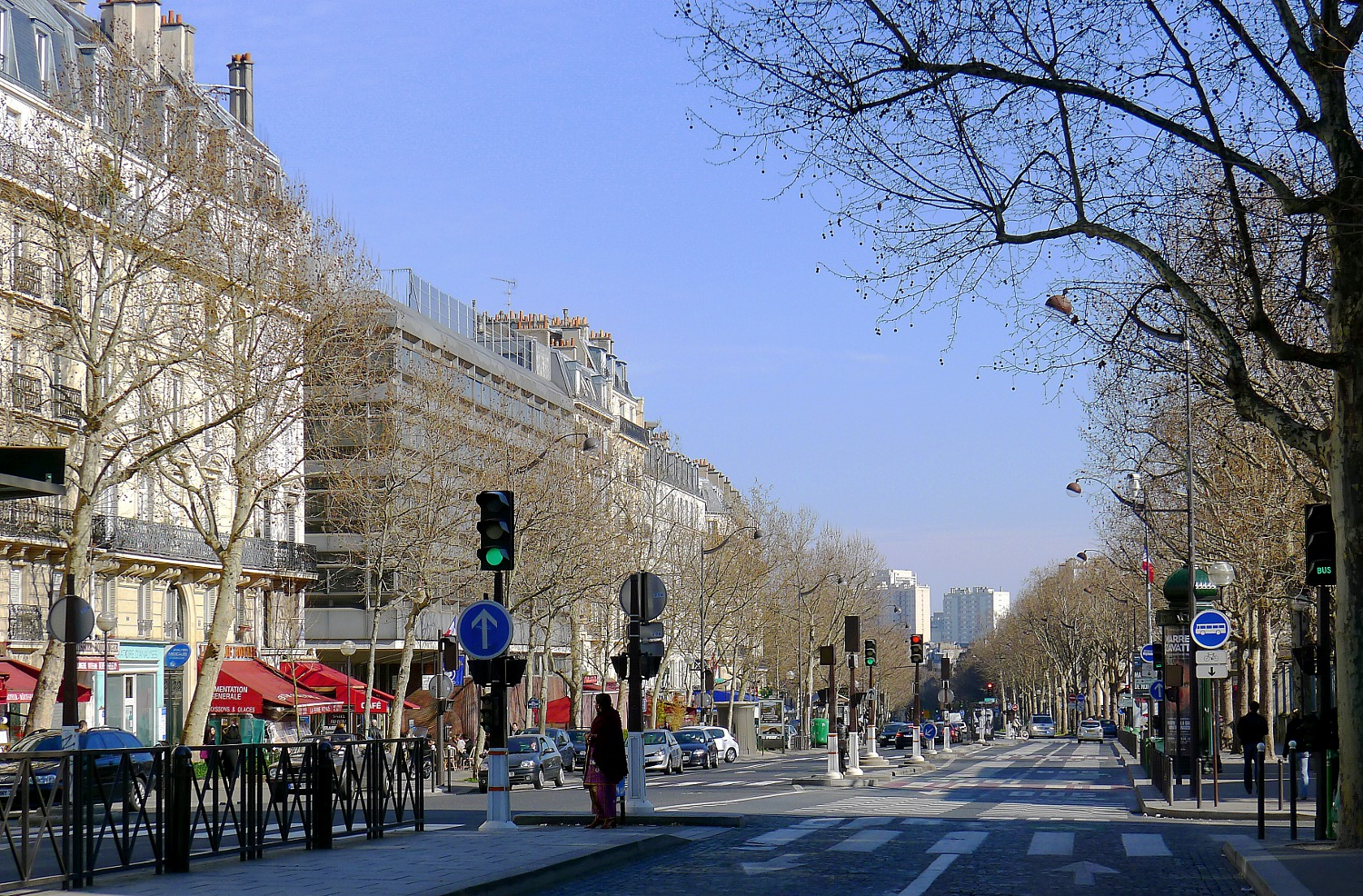
ポール＝ロワイヤル大通り (Boulevard de Port-Royal)

- アレーヌ通り（ザレーヌ通り、Rue des Arènes）
  - 区内南東部、アレーヌ・ド・リュテス南側沿いの通り。
- アングレ通り（ザングレ通り、Rue des Anglais）
- ウシェット通り（Rue de la Huchette）
- エコース通り（デコース通り、Rue d'Écosse）
- エコール通り（ゼコール通り、Rue des Ecoles）
  - カルチエ・ラタンの中央、サン＝ジェルマン大通りの南側を東西に並走する通り。
- オピタル大通り（ロピタル通り、Boulevard de l'Hôpital）
  - セーヌ川河岸から5区・13区との境界線上を走る通り。セーヌ川河岸ヴァルユベール広場から13区境界線上を、南西左斜め下に向け13区内中心部イタリー広場まで伸びてゆく。同広場界隈オステルリッツ駅前からオステルリッツ橋あるいはシャルル・ド・ゴール橋でセーヌ川を越えると12区ディドロ大通りからリヨン駅前に出る。13区内を東西に走るヴァンサン＝オリオール大通りとに挟まれたサルペトリエール病院の広大な敷地が通り南側沿いを占めている。
- カルム通り（Rue des Carmes）
- ギャランド通り（Rue Galande）
- グラン＝デグレ通り（Rue des Grands-Degrés）
- ケ・サン＝ベルナール通り（Quai Saint-Bernard）
- ケ・サン＝ミッシェル通り（Quai Saint-Michel）
- ケ・ド・ラ・トゥルネル通り（Quai de la Tournelle）
- クロチルド通り（Rue Clotilde）
- ゴブラン大通り（Avenue des Gobelins）
  - 5区内南側でモンジュ通り等と接続するゴブラン織由来の通り名。ゴブラン大通りから先、南側方面は、フォンテーヌブローまで続くパリの南の玄関口、13区内中心部イタリー広場に至る。
- サン＝ジャック通り（Rue Saint-Jacques）
  - サン＝ジェルマン大通りやエコール通り、スフロ通り、ゲイ＝リュサック通り等と交差しながら、カルチエ・ラタンの中央を南北に伸びる通り。4区に位置するシテ島のノートルダム・ド・パリやパリ警視庁、オテル＝デュー病院前を走るシテ通りを介して、セーヌ川右岸(北岸)4区サン＝マルタン通りに接続し、サン＝ジャック塔やリヴォリ通りに界隈に至る。また、ガロ・ローマ時代ないしパクス・ロマーナ期の街ルテティア以来からの目抜き通りになる。通り北から南へ順を追って行くと、17世紀後半〜18世紀前半からの書籍印刷所が数店あり、サン＝セヴラン教会、公立幼稚園・小学校のエコール・サン＝ジャック (École Saint-Jacques)、少し奥まって建つ国立中世美術館を横に見て、パリ第1・第2(法学部)・第4大学などソルボンヌ大学と、名門リセ・ルイ＝ル＝グランやコレージュ・ド・フランスとに通り左右を挟まれた"学生街"に至る。パリ第2大学(法学部)向かいの同通り158番地、交差するクジャス通りとスフロ通りとの間には、ドミニコ会のジャコバン修道院 (fr) があった[6]。クジャス・スフロ両通りを左(東側)へ折れるとすぐにパンテオン広場になる。さらにサン＝ジャックを南に進むと、18世紀前後建造の住居建物群もチラホラ見え、ヴァル＝ド＝グラース軍教育(研究)病院を横に見ると14区や13区との境界線上を東西に走るポール＝ロワイヤル大通りとの交差点に至る。カルフールやピカール等のスーパーがある同交差点を過ぎるとフォーブール＝サン＝ジャック通りに続いていく。
- サン＝ジュリアン＝ル＝ポーヴル通り（Rue Saint-Julien-le-Pauvre）
- サン＝ジェルマン大通り（Boulevard Saint-Germain） 
  - サン＝ルイ島〜コンコルド橋まで、パリのセーヌ川左岸(南岸)を東西に走るパリの代表的目抜き通り。
- サン＝マルセル大通り（Boulevard Saint-Marcel）
  - 5区・13区との境界線上を走る上記オピタル大通り途中を起点にする。同起点から5区との境界線上を引き継ぎ、西側に向かいゴブラン大通り交差点までを繋ぐ。5区内からイタリー広場方向へ南北に走るゴブラン大通りとの交差点で、ポール＝ロワイヤル大通りとアラゴ大通りの二手に分岐する。同交差点からポール＝ロワイヤル大通りに区境境界線が続き、アラゴ大通りから先は、14区内中心部ダンフェール＝ロシュロー広場 (カタコンブ・ド・パリ) に至る。
- サン＝ミッシェル大通り（Boulevard Saint-Michel）
  - 5区と6区との"カルチエ・ラタン"の境界線上を南北に走る。6区内を左斜め下に走り、15区内ルフェーブル大通りまで全長4360メートル続く、パリの中でも最も長い通りの一つヴォージラール通りもサン＝ミッシェルが起点。リュクサンブール庭園南側でオプセルヴァトワール大通りと接続し、14区内に入る。セーヌ川右岸(北岸)へは、シテ島のパレ大通りを介してセバストポル大通りに接続し、途中ストラスブール大通りと名を変え、パリ東駅まで南北に伸びてゆく。
- シャンポリオン通り（Rue Champollion）
  - サン＝ミッシェル大通りとソルボンヌ通りとに並行して挟まれた南北に走る短い通り。界隈はパリ第4大学（パリ＝ソルボンヌ）など"ソルボンヌ大学街"。
- ジャン＝ド＝ボーヴェ通り（Rue Jean-de-Beauvais）
- デカルト通り（Rue Descartes）
  - 区内中央を南北に伸びるムフタール通りから接続し、パンテオン東側サン＝テティエンヌ＝デュ＝モン教会界隈モンターニュ＝サント＝ジュヌヴィエーヴ通りまで走る通り。ムフタールから続いてフランス料理からレバノン料理、ベトナム料理、中華料理までのレストランやブラッスリー、カフェ等が連なる。
- ナヴァル通り（Rue de Navarre）
- パスカル通り（Rue Pascal）
- ビエーブル通り（Rue de Bièvre）
- ブランヴィル通り（Rue Blainville）
- ベルトレ通り（Rue Berthollet）
- ポール＝ロワイヤル大通り（Boulevard de Port-Royal）
  - 5区と6区との境界線上を南北に走るサン＝ミッシェル大通りがリュクサンブール庭園南側でオプセルヴァトワール大通りと名を変えて続き、そのオプセルヴァトワールとの交差地点を起点に、6区と14区との境界線上を東西に走るモンパルナス大通りから続いて主に5区と13区との境界線上を東西に走る通り。また、同交差点東側至近にあるサン＝ジャック通りとフォーブール＝サン＝ジャック通りとの交差地点界隈にカルフールやピカール等のスーパーがあり、旧パリのポール・ロワイヤル修道院 (fr)、同病院、コシャン病院が(14区内に)ある。
- ポントワーズ通り（Rue de Pontoise）
- ムフタール通り（Rue Mouffetard）
  - 区内中央南側を南北に走り、北側で上記デカルト通りに接続する。食材店の他、寿司屋などの日本料理店が数件、フランス料理からレバノン、ベトナム、ペルシャ料理までレストランやビストロ、安手なブラッスリー、カフェまで連なる下町的な通り.。
- モンジュ通り（Rue Monge）
  - サン＝ジェルマン大通りから区内東側を南北に伸びる通り。南に向かって、2番地にはメルヴェイユ (fr) で知られるパティスリーのオ・メルヴェイユ・ドゥ・フレッド (Aux Merveilleux de Fred)[7]、8番地には1996年創業、東京銀座や世界各地でメゾン・カイザー (Maison Kayser) の名で展開するブーランジュリーエリック・カイザー (en) があり、途中アレーヌ・ド・リュテスが見え、さらに進むと横道を少し入った所にミルフィーユで知られるパティスリーのカール・マルレッティ (Carl Marletti) が、そしてスタバが見えてくるとゴブラン大通りに接続し13区内に入る。
- モンターニュ＝サント＝ジュヌヴィエーヴ通り（Rue de la Montagne-Sainte-Geneviève）
  - モンジュ通りのサン＝ジェルマン大通りとの起点付近からパンテオン広場までを、サント＝ジュヌヴィエーヴの丘を縫うように走る通り。途中、デカルト通りが接続する。
- ラガルド通り（Rue Lagarde）
- ラグランジュ通り（Rue Lagrange）
- ラノー通り（Rue de Lanneau）

### 橋梁

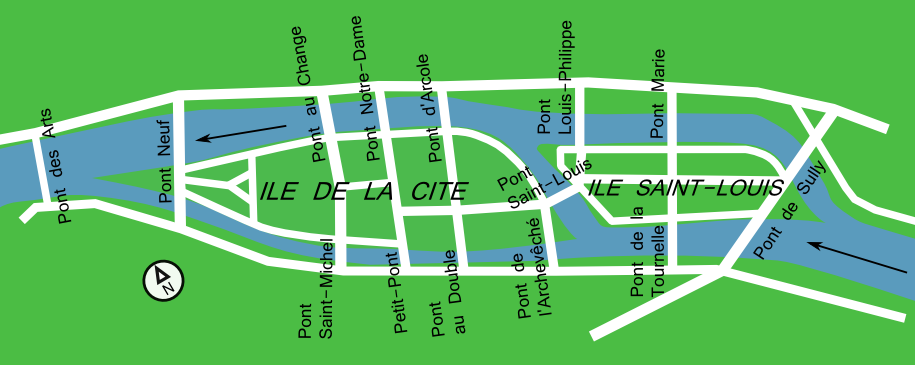
シテ島、サン＝ルイ島付近の橋

セーヌ川に架かる区内の橋は、次のとおりである（上流から順に列挙）。
- オステルリッツ橋 （Pont d'Austerlitz）
- シュリー橋 （Pont de Sully）
  - サン＝ルイ島を挟んでセーヌ川両岸を結ぶ。
- トゥルネル橋 （Pont de la Tournelle）
  - サン＝ルイ島とセーヌ川南岸を結ぶ。
- アルシュヴェシェ橋 （Pont de l'Archevêché）
  - シテ島とセーヌ川南岸を結ぶ。
- ドゥブル橋 （Pont au Double）
  - シテ島とセーヌ川南岸を結ぶ。
- プティ・ポン （Petit-Pont）
  - シテ島とセーヌ川南岸を結ぶ。
- サン＝ミッシェル橋 （Pont Saint-Michel）
  - シテ島とセーヌ川南岸を結ぶ。

### 広場・交差点
パリの「広場 （プラス、Place）」は、しばしば2以上の道路が交差する場所に位置し、中心の「島」を道路が周回するロータリー状の交差点となっている場合が多い。中心の「島」部分は、オベリスクや緑地等に利用されている場合もあり、凱旋門があるシャルル・ド・ゴール広場は世界的に有名である。5区の広場や交差点には、次のようなものがある。
- コントルスカルプ広場 （Place de la Contrescarpe）
- サン＝ミッシェル広場 （Place Saint-Michel）
  - 5区と6区の境界に位置している。
- パンテオン広場 (Place du Panthéon)

### 船舶
- 「バトービュス」 （Batobus） - セーヌ川を巡航する水上バス
  - シテ島にあるノートルダム大聖堂の対岸とパリ第6・第7大学の東側のセーヌ川の川岸に発着場がある。

## 著名な出身者

### 政治
- ジャック・シラク（元大統領、元首相、元パリ市長） - ジュフロワ＝サン＝チレール通り (Rue Geoffroy-Saint-Hilaire) 59番地の医院生まれ。
- ジャン・チベリ（元パリ市長、元パリ5区長） - 上記シラクの後継パリ市長。5区生まれ[8]。

### 文化
- フランソワ・マンサール（建築家、バロック建築の代表格） - 現在のカルチエ名と被るフォーブール・サン＝ヴィクトール (Faubourg Saint-Victor) 生まれ。後年、現在の3区にあたる貴族街マレ地区ペイエンヌ通り (Rue Payenne) に居住し亡くなる。
- シャルル・ガルニエ（建築家、『ガルニエ宮(オペラ座)』） - ムフタール通り界隈生まれ。
- クレオ・ド・メロード（バレエダンサー） - パリ5区生まれ[9]。1910年から亡くなる1966年まで8区テエラン通り (fr) 15番地に居住[10]。
- シャルル・ヴィルドラック（作家、詩人） - ベルトレ通り（Rue Berthollet）界隈生まれ。
- ルネ・ゴシニ（作家、『アステリックス』原作者）
- クロード・アヴリーヌ（作家） - パリ5区生まれ。両親はユダヤ系のためロシアで迫害されフランス移住。1950年代から亡くなる1992年まで15区サン・ランベール公園 (fr) 界隈のテオフラスト＝ルノド通り (fr) 12番地に居住。

### 芸能
- ロジェ・ヴァディム（映画監督、脚本家） - 5区内で出生。ブリジット・バルドーやカトリーヌ・ドヌーヴ、ジェーン・フォンダら多くの女優と関係があったプレイボーイで知られていた。

## 著名な居住者

### 貴族・富豪
- ルイーズ・ド・ラ・ヴァリエール（ルイ14世の公妾） - 1797年に取り壊されるまでヴァル＝ド＝グラースにあった、カルメル会のフォーブール・サン＝ジャック修道院 (fr) に入った。
- デュ・バリー夫人（ルイ15世の公妾） - 公妾になる前に5区界隈居住。現在のムーズ県ヴォクルール（フランス語版）出身。
- 徳川昭武（水戸藩第11代最後の藩主）
  - 幕末から維新草創期に仏留学中の慶応3年5月（1867年）から3か月間、凱旋門近くパリ16区フォッシュ街界隈ペルゴレーズ街 (Rue Pergolèse) 53番地のロシア貴族邸を借り住居とした[11]。その8年後の明治11年（1878年）に再び仏留学をし、前回の国賓待遇とはうって変わってパンテオン近くパリ5区エストラパッド街 (Rue de l'Estrapade) に居住し、パリ17区にあるエコール・モンジュ（現リセ・カルノ）に通った[12]。

### 政治
- ロラン夫人（フランス革命期のジロンド派の中心の一人、黒幕とされる） - カルチェ・ラタン周辺居住。
- レオン・ガンベッタ（第三共和制期の政治家） - カオールから上京しカルチエ・ラタン周辺に居住ないし屯して弁護士になる。6区の「Café Voltaire」に集っていた。
- フランソワ・ミッテラン（元フランス大統領） - 1972-1995年の間、ビエーブル通り（Rue de Bièvre）界隈に私邸があったが、2-7時の時間指定で道路封鎖されたため悪評だった。
- アフメト・ルザ（英語版）(Ahmet Rıza、1894年パリで統一と進歩委員会結成者、1908年オスマン帝国第二憲法時代の初代衆議院議長）[13] - 妹のセルマ・ルザとパリ5区プラス・モンジュ (Place Monge) 4番地4階に居住し機関紙“メシェベレット (Meşveret)”を発行していた。1900年前後にパリに滞在した建部遯吾（東大初代社会学講座教授）とも識る[14]。

### 学者
- エミール・デュルケーム（社会学者） - 1902-1917年の間、サン＝ジャック通り (Rue Saint-Jacques) 260番地に居住。

### 文化
- ダンテ・アリギエーリ（詩人、哲学者、政治家） - パリ滞在期間中ビエーブル通り界隈に居住した。
- アンリ・ミュルジェール（詩人、作家） - 作品同様、カルチエ・ラタン界隈でボヘミアン生活をしていた。
- ポール・ヴァレリー（詩人、哲学者） - 1891年から1899年までゲイ＝リュサック通り（Rue Gay-Lussac）12番地に居住。1900年に故ベルト・モリゾの姪と結婚し、ベルト娘ジュリー・マネらと同じ16区旧ヴィルジュスト通り（rue de Villejust, 現ポール＝ヴァレリー通り(fr) 40番地）の建物に同1900年から亡くなる1945年まで居住。
- ポール・ヴェルレーヌ（詩人） - 少年期、一家でメスから9区シャプタル通り界隈に居住し、晩年は5区デカルト通り39番地に居住し亡くなる。プラークが掲げられている。
- ジョルジュ・サンド（女流作家） - 3区マレ地区生まれの貴族の出。6区や、ショパンとマヨルカ島やアンドル県ノアン、9区界隈で居住し、のち1868年から亡くなる1876年までゲイ＝リュサック通り5番地に居住。
- アルフォンス・ミュシャ（画家） - 1890年代モンパルナスの6区 グランド＝ショミエール通り（フランス語版） 13番地に、さらに同モンパルナスの近隣5区 ヴァル＝ド＝グラース通り（フランス語版） 6番地にアトリエ兼居住。
- ヴィクトール・シェルブリエ（フランス語版）（作家、エッセイスト） - ゲイ＝リュサック通りに居住。
- ライナ・マリア・リルケ（墺の詩人） - 1902年夏ソルボンヌ地区トゥリエ通り (Rue Toullier) 11番地に、パリ最初の居住滞在。妻クララ・ヴェストホフもパリに来るが貧しさから同居できず。のちモンパルナス界隈に居住。
- ポール・クローデル（劇作家、外交官） - ポール＝ロワイヤル大通り（Boulevard de Port-Royal）31番地に居住。
- カミーユ・クローデル（女流彫刻家、ポールの姉） - 同上
- 島崎藤村（作家） - モンパルナス界隈、5区側サン＝ジャック通りとの角、ポール＝ロワイヤル大通り86番地に居住。14区側向かいには河上肇が居住。
- モーリス・ラヴェル（作曲家） - 1893-1896年の間、ラグランジュ通り (Rue Lagrange) 15番地に居住。のちの1908-1917年の間、17区カルノ通り (fr) に居住し、この地で『マ・メール・ロワ』『高雅で感傷的なワルツ』『ダフニスとクロエ』などを作曲した[15]。
- ジュール・ラフォルグ（作家、詩人） - ベルトレ通り（Rue Berthollet）界隈に居住。
- 辻邦生（作家） - 晩年デカルト通りの上記ポール・ヴェルレーヌ居宅左隣同通り37番地に居住ないし滞在しプラークが掲げられている。
- ジャン・ポーラン（作家、文芸批評家） - 1940年6月から亡くなる1968年までアレーヌ通り (Rue des Arènes) 5番地のネオゴシック建築の建物に居住した。但し、死地はヌイイ＝シュル＝セーヌ。
- クロード・シモン（作家、ノーベル文学賞） - 6区ルイジアンヌ館 (fr) に居住し、1965年から亡くなる2005年までモンジュ広場 (Place Monge) 3番地に居住[16]。

## ゆかりの人物

### スポーツ
- モー・バーグ（戦前の米大リーガー、諜報員）
  - 大リーグシーズン終了後の1923年秋から、パリに旅行しカルチェ・ラタンに滞在。滞在時、多種の新聞に目を通す生涯の習慣を付ける等メジャーリーガー屈指の知性派で知られていた。1934年日米野球来日時のスパイ活動が後のドーリットル空襲の指標になった。

### その他
- カルロス（"カルロス・ザ・ジャッカル"の名で知られる国際テロリスト）
  - 1975年1月にオルリー空港襲撃事件に関与。同年3月にパリ5区トゥーリエ通り (Rue Toullier) 9番地潜伏中にアジトへ踏み込んできたフランス国土監視局（DST）捜査官2人を射殺し、捜査官1人に負傷を負わせ、レバノン人情報提供者を射殺した（トゥリエ街連続射殺事件, fr）[17]。

## 5区を舞台にした作品

### 映画
- クロード・ピノトー 『ラ・ブーム』 - La Boum (1980年)
  - ソフィー・マルソーデビュー主演作。コレージュに通う女子中学生のほのぼの青春物語。リセ・アンリ＝キャトル界隈が舞台の一つ。
- クロード・ピノトー 『ラ・ブーム2』 - La Boum 2 (1982年)
  - 『ラ・ブーム』の次作。